# 信じていた仲間達にダンジョン奥地で殺されかけたがギフト『無限ガチャ』でレベル9999の仲間達を手に入れて元パーティーメンバーと世界に復讐&『ざまぁ!』します!
『信じていた仲間達にダンジョン奥地で殺されかけたがギフト『無限ガチャ』でレベル9999の仲間達を手に入れて元パーティーメンバーと世界に復讐&『ざまぁ！』します！』（しんじていたなかまたちにダンジョンおくちでころされかけたがギフトむげんガチャでレベルきゅうせんきゅうひゃくきゅうじゅうきゅうのなかまたちをてにいれてもとパーティーメンバーとせかいにふくしゅうアンドざまぁします）は、明鏡シスイによる日本のライトノベル。略称は「無限ガチャ」。「小説家になろう」にて2020年4月17日より連載中。2020年7月に「小説家になろう」四半期ランキングで1位を獲得した。書籍版は2021年5月よりHJノベルス（ホビージャパン）から刊行されている。イラストはtefが担当。
メディアミックスとして、コミカライズが『マガジンポケット』（講談社）にて2021年5月25日より連載中。漫画単行本の累計発行部数は2025年8月7日の時点で500万部を突破している。また、テレビアニメが2025年10月より放送予定。
書籍小説版の内容はウェブ連載版（なろう版）と同じではなく、ウェブ連載版をベースに書き下ろしが多数追加され、敵にも味方にも新キャラが登場する。漫画版は書籍小説版に準拠している。テレビアニメ版は、原作書籍版をベースに必要に応じて漫画版の要素を引用する。

## あらすじ
冒険者パーティ「種族の集い」で荷物持ちをしていた人種の少年ライトは、世界最凶ダンジョン「奈落」の奥深くで追放を宣告され、そればかりか信じていた仲間達に殺されそうになる。誤って転移トラップを踏んで奈落の最下層に飛ばされたライトは、仲間達に殺されることは無くなったが、今度はレベル1000の到底勝ち目のない魔物に襲われる。絶体絶命のピンチに、破れかぶれで自分が唯一持つギフト「無限ガチャ」を使うと、SURカード「レベル9999 探求者メイドのメイ」を引き当て、彼女によって魔物を撃退し命を救われる。メイは元メンバーに復讐し、殺されそうになった真実を得るために無限ガチャで仲間カードを集めるよう忠言する。
それから3年。自らもレベル9999となり、地上にある全戦力、国家と戦い滅ぼせるほどの力を蓄え、奈落の最下層に最強国家を築き上げたライトは、元メンバーに復讐し、自身が殺されかけた真実を知るため各国家に対して侵攻を開始する。

## 登場人物
声の項はテレビアニメ版の声優。

### 主人公
ライト
声 - 玉城仁菜
本作の主人公。黒髪人種（ヒューマン）の少年。「無限ガチャ」という珍しい恩恵(ギフト)を持つ。初登場時は12歳でレベルは15。
冒険者パーティ「種族の集い」に参加し、世界最大最悪のダンジョン「奈落」を攻略中に、信じていた仲間達に裏切られ、殺されそうになる。無限ガチャで引き当てた「レベル9999 探求者メイドのメイ」のおかげで命を救われたライトは、元メンバーに復讐し、自分が殺されかけた真相を知るため、奈落の最下層を拠点として無限ガチャを引き続けて、強力な仲間達や武器や魔法カードを集め、力を蓄える。3年後、自身もレベル9999となり、地上の全国家を滅ぼせるほどの力を持った王国を築き上げる。
元々は疑うことを知らない純真無垢な性格であったが、ダンジョンで殺されかけて以降、敵対する者、復讐の邪魔をする者に対しては一切容赦しない非情な一面を見せるようになり、復讐の邪魔をする者は例え仲間であっても強い怒りを露わにする。しかし、根の部分は心優しい性格であり、盗賊やモンスターに襲われている人がいれば助け、現在の仲間たちのこともよく気にかけている。
復讐に対する拘りが非常に強く、捕らえる前に自らの手で相手に己が味わった以上の絶望を味わわせるようにしており、特に捕らえた元仲間達に対しては、奈落の最下層の地下で、カードを用いて死なないようにした上で死にたくなるような苛烈な拷問を与え続け、さらには廃人になっても正気に戻すという徹底ぶりを見せる。
裏切られた絶望、悲しみ、怒りを忘れないため、無限ガチャで引き当てた「不老の腕輪」によって12歳の姿を維持し続けている。地上で冒険者パーティー『黒の道化師』のリーダーとして活動する時は「ダーク」を名乗り、無限ガチャで引き当てた「道化師の仮面」で顔を隠している。

### 無限ガチャのキャラクター

#### レベル9999
メイ
声 - 長谷川育美
SURカード「レベル9999 探求者メイド」。長い黒髪をポニーテールに結び、神様が端正込めて作り上げた人形のように完璧な容姿を持つ美少女。ライトに絶対的忠誠を捧げるメイド。『奈落』では、執政のトップ及びメイド長を務める。
スキルとして『鑑定』のギフトと同様の能力と魔力で編み出した糸「魔力糸(マジック・ストリング)」を操る能力の他、嘘を判別する魔術も併せ持つ。外見において最も「一般的な人種」に近いため、諜報任務で奈落の外に出ている事が多い。
戦闘力は、レベル9999の中では最弱であり、決定打に欠けるが、前述の「魔力糸(マジック・ストリング)」により攻撃・防御・サポートのすべてに対応できる万能型である。
真面目かつ聡明な性格であるが、ライトの配下のうち女性は「ライトに性的な意味も含めた愛情を抱く」か「滅私奉公を是とした忠誠を持つ」かに大別されるが、彼女は確実に前者でありながら体面を維持するのがとても上手いため、付き合いが深い者にしかバレていない。
魔力糸(マジック・ストリング)
メイの固有能力。魔力で編んだ糸を様々に使う。彼女の魔力操作によって柔らかさ、形状、材質、硬度、などを自由自在に変化させることが出来る。戦闘では主に相手を縛り上げて拘束する用途に使うが、レベル1000程度であればそのまま細切れの肉片にしてしまうほどの切断力を持つ。また、直接戦闘以外にも応用力が非常に高く、ある程度太く編んで重量物を吊り下げるロープにする、固めてバスタブを作る、薄く広げてドームにして侵入・逃亡を防ぐ閉鎖空間を作るなど用途は多彩である。
アオユキ
声 - 井澤詩織
SURカード「レベル9999 天才モンスターテイマー」。ナズナよりも小柄で、猫耳がついたパーカーを羽織り、青い髪と幼い顔立ちの美少女。どんな魔獣、神獣、幻獣、珍獣だろうが従えるモンスターテイマー。
普段は「にゃー」としか喋らないが、いざ喋るとかなりきつい毒舌であるため、よほど怒った時くらいしか能動的に喋る事は無い。
「滅私奉公を是とした忠誠を持つ」派。なのでエリー等が露骨な言動をし過ぎると諫める。
彼女がテイムしたモンスターは、アオユキと五感を共有することが可能であり、現在は地上に放たれたネズミや小鳥などを通して様々な方面から情報収集を行なっている。
単体での戦闘力は、レベル9999の中ではメイについで低めであるが、本来の強さは、配下である複数のモンスターを使役してリアルタイムで指示を飛ばしながら共闘することであり、モンスターを指揮した時の戦闘力はエリーでさえも侮れない強さを発揮する。
獣の鎖(ビースト・チェイン)
アオユキの武器である幻想級のマジックウェポン。見た目は長い鎖で繋がった首輪であり、首輪の周りには太い棘が周囲に生えている。鎖で繋がった首輪をモンスターの首に嵌めると服従させることができる能力を持つ。モンスター以外の対象は服従させられないが、首や手首、足首に首輪を嵌めることで相手の動きの妨害にも使える。また首輪には追尾機能がついており、対象をどこまでも追跡する。
投擲武器としても扱うことができ、レベル9999であっても正面から食らえば遥か後方まで飛ばされ、壁があればめり込む程の威力を持つ。
切り札として、『召喚顕現』という能力があり、「獣の鎖」の首輪をアオユキ自身の首に嵌めることで配下のモンスターの能力を使用することが可能になる。また、2種のモンスターの能力を組み合わせることも可能である。
エリー
声 - 真野あゆみ
SURカード「レベル9999 禁忌の魔女」。魔女帽子を被り、2つに結んだ金髪ロングのスタイルのいい美少女。魔法、魔術、禁術、精霊術、ありとあらゆる術を極めた魔女。
主にアダルト方面の発言が多く、ライトに対して、「ライト神様」と崇拝しており、性的な愛情を持つ配下の中でも言動が直接的である。一方でライトに仇なす存在には一切の容赦がない。
『奈落』のダンジョンコアの解析・制御を担当した人物であり、想像を遥かに超えて広大だった奈落を物理的な手段で脱出する事を断念したライト達が「転移」で脱出できるように彼女がダンジョンコアを制御し転移阻害効果を解除する事に成功したからである。
上述の通り、魔術の扱いに長けており、戦略級の魔術を詠唱破棄で発動できる。また、単純な戦闘用魔術以外にも、禁術によって対象の記憶を読み取ることが出来るため、情報収集に重宝している。他にもダンジョンを転移阻害効果を転用した転移魔術を阻害する魔術など多数の高度な魔術を使いこなす。身体能力は他のレベル9999メンバーに比べればかなり劣り、近いレベルの者と直接戦闘を行う場合は戦闘自体を避けるか補助の魔道具を用いなければならないが、圧倒的な格下相手であればレベル差にものを言わせて素手で相手の首を引きちぎることもできる。
ライトの「復讐」の舞台装置として地上に「巨塔」を出現させてからは『巨塔の魔女』と名乗って表舞台での活動も行っている。
記憶を読み取る禁術
対象の記憶を読み取る魔術。この魔術は分厚い本のページをめくっていくようなもので、乱雑にめくれば対象にはすさまじい苦痛が伴い、その苦痛で廃人化する事すらある。逆に丁寧に優しくめくるようにすれば、対象が眠っている間に目覚めさせる事すらなく記憶を読むことができる。優しくめくる方が時間がかかるが、通常捕えた敵勢力の人物などにこの術を行う場合、残虐な行いへの罰の意味を含めて拷問と兼ねるために丁寧に扱う配慮をしないため、手っ取り早く乱雑に扱われて多大な苦痛を伴う場合が多い。
ナズナ
声 - 菱川花菜
SURカード「レベル9999 真祖ヴァンパイア騎士（ナイト）」。重そうな甲冑を纏い、血のように赤い瞳に長い銀髪の美少女。背は低いが胸が大きい。戦闘時には眼孔が縦に伸びる。自身より巨大な大剣を手にどんなモンスター相手だろうと立ち向かう強力な騎士。末っ子気質で、奈落の配下達からは思いっきり甘やかされている。また、ムードメーカーの一面も持つ。
元々戦闘力が高いキャラクターである上、さらに神話級武具「大剣プロメテウス」を装備しており、奈落のライトの王国における最高戦力となっている。その強さは「エリーとアオユキが組んで2対1で戦ってやっと勝負になる、メイは足手まといと自ら戦いを辞退する」ほどである。弱点として魔法に対する抵抗力が僅かに低いことと脳筋気質であり、あまり頭で考えず、手加減が苦手なことである。
大剣以外でも大抵の武器を使いこなす武芸百般であるが、以前、ライトが彼女に武器術の教えを乞おうとしたところ、感覚的で抽象的な教え方しかできないため彼女から教わるのを諦めた。
なおヴァンパイアと名乗っているが何がヴァンパイアなのかは本人も良く分かっていない。少なくとも血液は飲むものではなく、ニンニクは匂いが食欲を増進するので好きで、日光は浴びてもなんともないしむしろ健康にいいと思っているし、神聖魔法は無敵なので効かない。
大剣プロメテウス
神話級の武器である大剣で、ナズナが顕現された時から所持している。
その力は「摂理を捻じ曲げろ」の声に従って使用者の思う通りに世界の摂理を書き換えてしまうというもの。これを使えば同じレベル・装備のナズナが複数に増えたり、大ダメージを負ったナズナが一瞬で無傷に戻ったりと、通常の物理法則に反した現象が起こる。ただし制約もあり、自分自身を書き換える用途が最も少ない反動で大きな効果が得られ、それから離れるに従って効果が小さく反動が大きくなる。なので自分に関する事であれば前述のような反則級の効果でもほぼノーリスクで実現できるが、敵対する相手を弱体化させる等のことをしようと思うと大して効果が得られない割に使用者の死亡まであり得る多大な反動が生じる。また、実現できる効果でも容量の上限はあり、分身もレベルと装備品のランクを維持したままの分身は4人が限度で、それ以上に増やすと質が下がる。質の低下に目を瞑っても最大で1000人。
このように極めて強力で貴重な武具だがナズナからの扱いは雑で、砂浜でスコップ代わりに使われたり、お菓子を食べた手でベタベタ触ったり、壁を切断するのにノコギリのように使われたりもしている。

#### レベル8888
オルカ
URカード「レベル8888　幻楽師」。書籍版で登場したキャラ。白と黒で分かれている髪色をした長髪を三つ編みにした和かな雰囲気を醸しだす美青年。　
腰に下げたヴァイオリンを奏でることで敵味方に奏でた曲に応じたバフ・デバフを与えることができる。作中では、恐慌状態に陥った2000人もの人種の集団を数秒で沈静化させている。一方で彼自身の戦闘力に関してかなり低い。
後にカオスと共にエリー直属の配下となり、地上では主に『巨塔の魔女の配下』として活動している。
カオス
URカード「レベル8888 混沌の申し子」。書籍版で登場したキャラ。自身の身の丈を超える大鎌「混沌の大鎌」を手にした白に近い銀髪の美少年。ぶっきらぼうな性格で、他者と積極的に交流することはほとんどない。「弱肉強食」の考えを持っており、顕現主であるライトに対して対等な口調と態度を取っている。しかし、彼の持つ「弱肉強食」の考えは「強者が弱者を守るべき」「弱者は無理をせず強者に守られるべき」というものである。
魔術騎士であり、近接戦闘も魔法も高水準でこなせる万能型である。また、攻撃魔術を吸収したり、吸収した魔術を放出するスキルも保有している。
オルカと共に顕現された際は「弱肉強食」の考えから、ライトの配下になることを拒んでいた。しかし後にライトの提案で行われた決闘にてその実力を目の当たりにし、ライトの配下となることを受け入れる。後にオルカと共にエリー直属の配下となり、地上では主に『巨塔の魔女の配下』として活動している。その後はオルカと共にエリー直属の配下となり、地上では主に『巨塔の魔女の配下』として活動している(尚、地上での活動時は『カオスはオルカの弟』という設定になっている)。
混沌の大鎌
カオスが使用する武器で彼の身の丈程ある大鎌。一定のレベルに満たない物理攻撃や魔術を無効化し、すり抜けることができる。また、無数に増殖させることも出来る上、増やした鎌全てを遠隔で操作することが可能である。
創生の右手・混沌の左手(ジェネシス・オブ・ケイオス)
カオスが保有するスキル。攻撃魔術を吸収し、その魔力を放出することが出来る。

#### レベル7777
スズ
URカード「レベル7777 両性具有ダブルガンナー」。長い槍のようなマスケット銃を手に、菫色の瞳に艶のある黒髪を短めに切り揃えた幼げな美少女。服装は頭にハンティング帽を被り、上着と腰を引き締めるコルセットを身につけ、丈の短いスカート、黒タイツ、脛まで覆ったブーツを履いている。マスケット銃は「意思を持つ武器(インテリジェンスウェポン)」で、名前はロック。一人称は「おいら」で無口なスズの代わりに喋る。
銃は1分間に最大で1000発にもなるほどの連射速度を誇り、その弾全てに猛毒や麻痺など個別のバッドステータス付与効果を与える事もできる絡め手のプロ。弾丸はスズの魔力によって生成された弾丸を撃つため、魔力切れにならない限り残弾が尽きる事が無いが、特に付与を行わない通常弾であれば最大連射でもスズ自身の魔力自然回復速度を上回らないため無限に連射できる。また、発射した銃弾はスズの意思で自由自在に動かすことが出来る。
役割上、後方支援や索敵・警戒に長け、能力も相手の殺害だけでなく行動阻害や無力化も可能な器用さから、地上での作戦時は出撃の機会が多く登場頻度も高い。
「ライトに性的な意味も含めた愛情を抱く」派であるが、恥ずかしがり屋かつ内気な性格で、普段の言動がとても控え目なので程度を窺い知る事はできないが、ガチャのボタンを押させてもらった時はどぎつい勝負下着が出てきた。
メラ
URカード「レベル7777 キメラ」。2mはある身長に、赤い目とギザギザの歯が怖いものの、整った顔立ちで、好みは分かれるがスタイルが良い美女。名前の通り体は多数の生物によって構築されている。
2mある姿はいつもそうしている事が多いというだけで、多生物の身体であるため組み替えて別の姿になること自体は自由自在である。作中では、鳥や魚など様々な動物に変じて複数使役したり、ユメと同年代の少女の姿になった事もある。
ライトに対してどちらかに振り切れた極端な思慕を抱いている女性が多い中で貴重な中立派で、見た目に反して常識人で冷静かつ面倒見が良く仲間思いの性格。
アイスヒート
URカード「レベル7777 炎熱氷結のグラップラー」。身長は170cm前後。髪型はツインテールで、頭頂部を中心に右側が炎色の赤、左側が氷色の青になっている美少女で顔立ちは「凛々しい」という印象が強い。戦闘時には両手にガントレットを装着しており、それが本来の姿である。
生真面目な性格で、奈落ではメイの部下として副メイド長のような立場を務めているが、メイが諜報その他の任務で出ている事が多いため、実質的に奈落内を取り仕切っており、奈落内ではライトに付き従っている事も多い。
戦闘では左半身で氷雪系魔術を、右半身で炎熱系魔術を同時に扱う。しかし加減を間違えると広範囲に無差別の被害を出しかねない能力故に使いどころの問題で出番が少なく、それを「自身の運が悪くて機会を逃し続けている」と悩んでいる。あまりに悩み過ぎて開運グッズの収集などの珍妙な趣味にハマりつつある。
ジャック
URカード「レベル7777 鉄血鉄壁」。書籍版で追加されたキャラ。身長は190cm越えで、体が引き締まった筋肉質で顔立ちが整った偉丈夫。普段から上半身裸で上着を肩に引っ掛けている。
「兄貴分」を名乗りたがる節があり、主人であるライトに対してもその姿勢を崩さないため、一部の「奈落」メンバーからは眉を顰められることもあるが、ライトはそれが面倒見の良さに由来していると理解しており、本人を尊重して兄貴分名乗りを許している。
能力は自身の血液を魔力と練り合わせ、体表で硬化させ無敵の鎧と化す「鉄血鉄壁(てっけつてっぴ)」。その防御力は『奈落』メンバーの中でも屈指硬度を持ち、同レベル帯の他の者でもダメージを受ける攻撃を無傷で弾き返す。

#### レベル5000
ゴールド
声 - 宮本克哉
URカード「レベル5000 黄金の騎士」。男性。一人称は「吾輩」。冒険者「ダーク」として活動するライトの護衛を務める。文字通り、頭から爪先まで身に纏った甲冑、背負った盾も黄金色で非常に目立つ恰好で、攻撃能力はそこまで高くないが、防御力に特化している。ただし攻撃能力が高くないのはスペックがそうであるというだけで戦闘技術は非常に高く、盾で攻撃をいなすと同時に武器破壊を仕掛ける等の高等技術も使いこなす。
戦闘の他にコミュ力が非常に高く、人種を敵視している魔人王国でも初日で飲み仲間を作ってくるほどの人たらし。彼の人脈作成能力が情報収集において成果を上げた場面はとても多い。
なお食事の時でさえ鎧も兜も脱がないが、脱げないのではなく常在戦場の意識から脱がないだけで、脱ごうと思えば脱げる。
ネムム
声 - 夏吉ゆうこ
URカード「レベル5000 アサシンブレイド」。肩より少し上で切った綺麗な銀髪で、口元をマフラーで隠し、褐色の肌をした美少女。外見年齢は17～18歳ぐらい。性格は真面目であるが、融通が利かず、何処となく抜けた一面もある。ゴールドと共に冒険者「ダーク」として活動するライトの護衛を務め、隠密行動に優れていることで斥候の役割を果たす。
無限ガチャから顕現された女性の例に漏れず類まれな美女だが、ネムムは冒険者ダークのパーティメンバーとして地上の人々と関わる事が特に多いため、ナンパされる機会がとても多い。しかしネムム自身は衣食住全てにおいて奈落最下層の本拠地の方が地上よりも遥かに高水準である事とナンパの多さに辟易している事から地上の人々と関わりを持とうとせず、誰に対しても塩対応。ただそれでもゴールドのコミュ力による成果の高さを見て改善を考えている。
戦闘では、短剣の二刀流を武器にしており、暗殺者らしく奇襲が得意。また、上述の斥候に加え、罠解除、敵の感知、毒物の扱いなどにも長けており、常人には聞こえない高音の声を出して反響する音を聞き取ることで目視出来ない遠くの構造物を把握するという技能も持つ。
アネリア&アルス姉弟
URカード「レベル5000 カードの守護者」。書籍版で追加されたキャラ。
姉のアネリアは、ミニスカートを履き、長い銀髪で背が低く胸が大きい美女であり、『無限ガチャ』から排出されたカードを保管する「カード保管庫」の責任者でもある。気に入った相手に対して姉を自称する癖があり、顕現主であるライトに対しても「ちゃん」付けで呼んでいる。
弟のアルスは背が高い金髪の美青年で、黒いワイシャツにベストを身につけている。アネリアと同じく「カード保管庫」で働いている。
姉弟共にライト以上にカードの扱いや管理に長けており、彼女達が指定した範囲内にあるカードを瞬時に取り寄せることができ、カードを使用し一瞬で武装する能力もある。

#### その他
フェンリル
URカード「レベル9000 神獣・始祖フェンリル」。
ガルーを追い詰める時に、ガルーが召喚した獣魔球のレベル500モンスターを威圧するために召喚して見せた。その後はアオユキの配下となっている。
妖精メイド
レベル500。美しい顔立ちの美少女達で、背丈、スタイルも様々。
なお作品的には一般モブ程度の存在ではあるが、それでも一般人基準で言えば歴戦の冒険者並みのレベルを持つため、一般人相手なら威圧だけで腰を抜かすほどの殺気を放てる。
モヒカン
レベル20～25。冒険者として地上の情報収集活動を行っている。文字通りのモヒカンの髪型をしており、他にサングラスをかけた不穏な風貌に似合わず人助けも行う善良な性格。

### 種族の集いのメンバー
ドラゴ
竜人種の男性。レベル500前後。「種族の集い」のリーダー。継承権を持つ皇族であり、プライドが高い。継承権は低かったが、「ますたー」候補の調査の褒美としてその継承権がかなり上がった他、『P・A』なる計画の対象に選ばれるようになった。
ガルー
獣人種の男性。レベル150前後。粗暴な性格。本能的直感が鋭く、「種族の集い」のメンバー達からも一目置いていた。武器は腕に装着した爪。
『種族の集い』に所属していた頃には、ライトに食べ物を奢ったり、彼を馬鹿にした者を怒鳴り返し追い払っていた。ケンタウロス種のサントルとは仲が悪く、内心では彼の事を「脳味噌筋肉馬鹿」と蔑んでいた。
元々は孤児の捨て子であったが、「ますたー」候補の調査の褒美として国から報酬金と獣人ウルフ種次期トップ候補という地位を手に入れ、周囲の獣人種から一目置かれる存在となった。しかし、上述の鋭い直感を見込んだライトが奈落の軍勢が地上の国家に対して通用しうるかを試すための確認する目的も兼ねて、メイによって最初の復讐相手として奈落に誘き出され、ライトと再会、戦闘になり切り札の獣魔球を使うも通用しないと分かると一転して命乞いするが、ライトに連れられ、彼が3年間で築き上げた奈落の軍勢を見せつけられる。その際、自分達の手によってライトを「世界を滅ぼせる魔王」にしてしまったこと、ライトの気分次第で人種以外の種族が絶滅することに絶望する。その後、そのまま捕らえられ、奈落の最下層に連行された。
サーシャ
長い金髪をしたエルフ種の女性。レベル300前後(後にレベル500)。後述の経歴からエルフ種の中でもプライドが高い。醜いものを忌み嫌い、典型的なエルフ種らしく、人種を家畜と見下している。斥候としての技術に優れている。武器は弓。ダークエルフ種のシオンとは仲が悪く、容姿のことで喧嘩することがあった。
『種族の集い』に所属していた頃には、ライトに森での歩き方、採取の仕方、野営時の料理の調理法などを教えていた。また、彼が差別を受けて悲しんでいる時には慰めたり、彼が仲間達に揶揄われた際には庇ったりするなど親身に接していたが、本性表した時はライトを罵り、率先して殺そうとし、逃亡を図る彼の左足を弓矢で射抜いた。
法服貴族であるロケット家の当主が庶民に手を出して出来た庶子であり、腹違いの姉妹やその母親である本妻たちから「居ない者達」として扱われ、数多くの嫌がらせを受けていた。成人すると同時に問答無用で屋敷を追い出された後、冒険者として身を立てることになり、ほぼ最短でC級に昇格した。その実力を見込まれ、「ますたー」候補の調査を持ちかけられ、嫌がらせをした腹違いの姉妹とその母親、自分達を見捨てた父親を見返すために参加した。
ライト抹殺の功績により伯爵家の養女となり、白の騎士団の副団長で王族の血を引くミカエルとの結婚を約束され、栄華を手に入れたが、ライトが生存している可能性を知って不安になる。
婚約者のミカエルら白の騎士団と共に自ら巨塔に乗り込み、そこでライトと対峙し、エルフ国の伯爵家から託された幻想級の武具「天使のオカリナ」の力で戦うも敗北し、自分の命惜しさに自分を裏切るミカエルと醜い痴話喧嘩を繰り広げていた。その後、色仕掛けを交えた命乞いも虚しく捕えられて奈落の最下層に連行された
ナーノ
ドワーフ種の男性。レベル300前後。
幼少期はドワーフ王国の地方都市にある孤児院で過ごしており、英雄物語(特に伝説の剣や槍、弓などが登場するもの)を好んで読んでいた。その頃から「伝説の武器を作りたい」と願うようになり、「種族の集い」時代からいつか伝説の武器を自身の手で作るという夢を語っていた。『種族の集い』に所属していた頃にはライトに武器・防具の手入れの仕方を教えていた。
人種に対してはそれほど差別意識を持っていなかったが、後述の禁忌武具を製造してゆく過程で人種を「無能」、「鉄屑同然の素材」という歪んだ価値観を持つようになる。
孤児院卒業後に鍛冶屋に就職、武器類の作製に才があったがそこで自身の限界を悟り、周囲の反対を押し切り、自身の鍛冶場を得るための資金稼ぎと伝説の武器のサンプルとなる武器の入手を兼ねて鍛冶場で働きつつ、冒険者としての活動も始めるようになった。そんな中、国から「ますたー」候補の調査を持ちかけられ、「ますたー」に接触する事にその可能性を見出してライト抹殺の計画に参加したが、結果としてライトは「ますたー」ではなく自身の目的を果たせなかった。それどころか、報酬を拒否してもう一度「ますたー」抹殺の計画へ志願するも、警戒されることを恐れて同じ人物を2度使わないという国の方針により拒否され、強制的に報酬を受け取ることになる。「ますたー」に接触するという道を閉ざされ、自身の夢が遠のいたことに落胆する。そんな折に怪しい人種の商人(ヒソミ)に唆され「禁忌の剣」の製作に手を染める。その後、製造した「禁忌の剣」を試し切りをするために辻斬りを行い、冒険者やドワーフ種を次々と殺害していった。その最中にライトと接触し、戦闘になるも「禁忌の剣」を破壊され、気絶する。その後、奈落に連れていかれ、ライトと再び戦闘するも敗北し、逃走を図るも捕えられ奈落の最下層に連行された。
ディアブロ
魔人種の男性。レベル400前後で3年後も変わっていない。語尾を伸ばす喋り方が特徴。神経質な性格で嫌味が多く、魔人種の貴族であるためプライドも高い。貴族故にテーブルマナーや女性のエスコートなど礼儀作法にうるさく、『種族の集い』に所属していた頃にはライトによく礼儀作法を教えていた。また、記憶力も良く、3年経った後も『種族の集い』時代のこともはっきりと覚えていた。
魔人王国の貴族(男爵)ではあるが次男であったため、長男である兄のスペアとしか見られておらず、自身が当主になろうと画策するも失敗し、兄が正式に領地を継ぎ、子供が生まれた際に兄によって追放され、一般人に堕ち、冒険者に身をやつしていた。そんな中、舞い込んできた「ますたー」調査依頼に報酬に目が眩み即決、依頼に参加した。
「ますたー」調査依頼に参加したのはその報酬をもって貴族に返り咲くためであり、ライト抹殺の功績によりそれが実現し、実家が男爵から子爵に陞爵したのを建前に、自身を追放した兄を逆に追い落とし、子爵当主として返り咲いたのだが、公国の会議室でダーク(ライト)と再会、その際にライトが生きていると確信しサーシャ同様に現在の栄華が崩れ落ちる事を恐れるようになり、ライトの暗殺を目論むようになる。
シオン
ダークエルフ種の女性。書籍版で追加。レベル304。本名は「シオファイリン」。腰部に特製のポーション、毒物、呪術触媒を下げている。天才的才能を持ち、腰まで伸ばした長い銀髪と豊満な胸、美形が多いダークエルフ種の中でも際立った美貌を併せ持っており、そのことでサーシャと喧嘩することがあった。しかし、性格は他者の痛みや感情を理解できないサイコパス気質のマッドサイエンティストであり、両親が死んだ時も悲しまなかった。加虐心も高く、実験中に顔色を変えず人種奴隷に拷問を楽しみながら行ったりしている。それどころか同胞であるダークエルフ種の犠牲も歯牙にかけない。
『種族の集い』に所属していた頃には、ライトに勉強を習わせ、薬学についても教えていた。
幼少期は同世代が遊んでいる中、独学で文字を覚え、研究者である両親が所有していた書籍を全て読破・暗記するまで読み漁り、魔術理論、薬学論、魔術陣構築論など、様々な知識を知識を得るまでになり、この頃から天才さを開花させていた。10歳になる頃、両親が研究中の事故で死亡したことをきっかけに孤島国の優遇制度を利用して魔術師学校に入学、最年少で特待生の資格が取得、13歳の頃にはナイン公国魔術学園への推薦が決まり、試験を合格し、魔術学園に入学、最短1年で卒業資格を得る。卒業後、自身の定めた「魂」をテーマにした研究を行うために、研究時間が大きくとれる魔術学園の研究所に籍を置き、そこで研究に没頭していた。しかし、研究のために人種奴隷を残酷に殺害する実験をしたことを学園側から咎められ、解雇を言い渡され魔術学園を退職。孤島国に帰国後、国からのバックアップを元に研究を続けるために研究の申請を行うが、学園での自身の悪評が災いし、申請は提出段階で却下されていた。その後、自身の望む研究環境を手に入れるために冒険者として活動を始め、最短最速でクエストをこなし、多額の報奨金を元手に資本に資産運用を行い資金を稼ぐ日々を送っていた。そんな中、孤島国から「ますたー」候補の調査を持ちかけられ、自身の研究のバックアップを確約する報酬に魅力を感じ、「ますたー」の存在に興味をもったことで「種族の集い」に加入した。
ライト抹殺の報酬で国から島と研究所を与えられ、自身の研究に興味を持った冒険者ユドと協力し、ギフト持ちの人種からギフトを引きはがし他種に付け替える研究を行うため、拉致した人種を実験と称して傷めつけ殺害していた。人体実験中に期せずして異世界からソウルドラゴンを招き入れてしまうが、魂を可視化し直接干渉する力に魅了される。
ソウルドラゴンによって研究所はダンジョン化し、ソウルドラゴンに授かった力で研究を押し進めたが、乗り込んできたライトによってソウルドラゴンは消滅されたが、「無限ガチャ」の真価を見たことによって、怯えるわけでも媚びを売るわけでも無く、不貞不貞しい態度でライトに協力を求めるが、当然ライトには拒絶された挙句、研究の無価値さを煽られ、捕えられて奈落の最下層に連行される。
サントル
ケンタウロス種の男性。書籍版で追加されたキャラ。レベル152。一人称は「オイラ」。粗暴で粗野な性格。顔にタトゥーを入れており、パーティーの中でも大柄な体格をしている。ケンタウロス種の現トップの孫でもある。獣人種のガルーとは仲が悪く、彼をライバル視していた。
『種族の集い』に所属していた頃には、ライトに弓矢の扱いを教えていた。
オボロ
鬼人種の男性。書籍版で追加。レベル403(後にレベル500)。武器は「鬼島刀」という刀。身長は180cmほどで長い髪を首元で纏めている。
後述の過去の一件から「絶対的強さ」を手に入れることを目標にしている。趣味は強くなるための鍛錬と戦闘力を秀でた強者を探すこと、強者に関する情報収集である。『種族の集い』に所属していた頃には、ライトに近接武器の扱いや無手での戦い方を教えていた。
寡黙な性格に見えるが、実際は非情かつ自己中心的な思考を持ち、自身が強くなるためであれば非道な行いや数多くの犠牲を出そうとも躊躇わず行う外道。
幼少期は鬼人国地方都市の兵士の次男として生まれ、その頃から武芸を学んでいた。ある日、早朝に近所の浜辺で一人で稽古していた時、本来迷い込むはずがないレベル1000を超える海中モンスターが現れ、その海中モンスターが突如現れた圧倒的な強さを持つ「黒い人種」によって一撃で倒された様子を目撃した。「黒い人種」が姿を消した後、気絶した。目を覚ました後、周囲の人々に事情を伝えたが、「モンスターの死体を見た少年が夢を見て現実と混同したもの」として処理された。しかし、この事を切っ掛けに「自身も『黒い人種』のように強くなりたい」と願うようになり、今まで以上に武芸の訓練に精を出すようになる。
数年後、同年代でも抜きん出た実力者になるが、「黒い人種」の強さに及ばない事と中々レベルが上がらないことに痛感し、より強くなるために母国を出て、大陸へと渡った。その後、冒険者として活動を始めるものの、単独でのダンジョン探査の問題に気づき、その問題を解決するために、冒険者パーティー「黄金の宝箱」に加入。前衛として活躍し、宝箱で高い報酬を得ることが出来た。そんな最中、自身のレベルが上がりにくくなったことで成長限界を悟り、その成長限界を越える努力を始め、その方法を模索していた。ある日、パーティーメンバーと共にダンジョンに潜った時に発見した、映した相手の力を得られる幻想級マジックアイテム「写し身の鏡」に強さを得られる可能性を感じ、「写し身の鏡」を独占するためにパーティーを裏切り、メンバー全員を殺害した。その後、一人で大陸を回り、「写し身の鏡」を使うに値する強者を探すようになる。数年後に貯蓄が尽きかけた頃、鬼島国を統治している上浄家の使者から「ますたー」候補の調査を持ちかけられ、莫大な報酬金は勿論、過去に遭遇した「黒い人種」に近づける可能性をあったため、「種族の集い」に加入した。
その後、「ますたー」候補であるライトが「偽ますたー」であったことに落胆するが、ライト抹殺の報酬で得た莫大な資金を元手に、強者探しを再開していた。その数ヶ月後、姫巫女のヨツハから彼が持つ「強者に関する情報」を送って欲しいという旨を伝えた手紙が届き、それに応じて送り返した後、再び彼女から手紙越しで定期的にオボロが新たに仕入れた「強者に関する情報」を教えて欲しいという要望を承諾して以降、彼女とは文通の仲になった。それから数ヶ月後、下柱家の使者を通して、オボロに興味を持った下柱家の長であるミツヒコから面談を求められ、自国に戻り、ミツヒコと密談。そして、オボロ自身が「絶対的強さ」を求めることを見抜いた彼の口から「鬼神」をコントロール下に置いて大陸全土を支配する計画、上浄家を潰して自分たち下柱家が大陸を統一する計画を打ち明けられ、彼から自分たちの仲間になるよう申し出を受ける。「鬼神」から「絶対的強さ」を得られることを確信したオボロは彼の申し出を承諾し、下柱家の傘下に加わった。

### 人種
ユメ
ライトの妹。10歳。ライトが奈落にいる間に故郷の村は何者かに滅ぼされてしまったが、ユメと兄のエルスの遺体は見つからなかったため、どこかで生きていることを信じて捜索を続けている。
その後、生存して人種王国の王女リリスに保護されていた事が判明、彼女のメイド見習いとして働いていた。
エルス
ライトの兄。ライトが奈落にいる間に故郷の村は何者かに滅ぼされてしまったが、妹のユメとエルスの遺体は見つからなかったため、どこかで生きていることを信じて捜索を続けている。
ミヤ
エリオの妹。赤髪の少女。年齢は12～13歳。人種には数少ない魔術の才能があり、兄のエリオと幼馴染のギムラとワーディの4人でパーティーを組んでダンジョンを攻略中にダーク達と遭遇し、親交を深めていた。そんな最中、冒険者殺しのカイト達に遭遇し、全滅しかけたところをライト達に助けられる。その後、冒険者を引退して故郷に帰る。
エリオ
ミヤの兄。ミヤと同じ赤髪をした少年。年齢は15歳。妹のミヤと幼馴染のギムラとワーディの4人でパーティーを組んでダンジョンを攻略中に冒険者殺しのカイトに遭遇し、全滅しかけたところをライト達に助けられる。その後冒険者を引退して故郷に帰る。
ギムラ、ワーディ
エリオの幼馴染の少年2人で、エリオとミヤと一緒にパーティーを組んでいた。冒険者殺しのカイトからミヤを逃すためにエリオと共に挑んで、二人とも戦死する。その後、彼らの遺体はライトによって奈落で埋葬されており、ミヤとエリオには彼らの遺髪を渡している。

### エルフ種
カイト
エルフ種の男性。200歳。レベル1500。さぶますたー。一人称は「僕様」。後ろに縛った蜂蜜色の金髪と緑色の瞳を持ち、女性と見間違うほどの端正な顔立ちであるが、自分と同じエルフ種も見下す傲慢な性格の持ち主で少しでも間違いを指摘するだけでも逆上する。その性格から周囲から嫌われていた。
幼い頃からレベルの上がりが早く、文武両道の秀英で白の騎士団に最年少で入団し、次期団長候補筆頭して目されるほど、将来を嘱望されたが、成長限界に達したのかレベルが上がらなくなり、周囲から手のひら返しを受けるようになる。その焦りからエルフ国の国宝でもある幻想級の武具の宝剣「グランディウス」を盗み出しダンジョンにこもってモンスターを倒し続けていた。人種を殺害したら成長限界を突破したという騎士団時代に耳にした噂を思い出しダンジョンで冒険者殺しを始めるが、ライト達と戦闘になり、「グランディウス」を持ってしても敵わないと知ると否やプライドを捨て情けなく命乞いをするもライトたちに無視され、「ますたー」に関する情報を引き出すために奈落の地下に連行される。ありとあらゆる拷問を受け魔術で記憶を引き出された後、数多くの人種を殺害した罪で処刑される。
書籍版・コミカライズ版ではグランディウスを盗み出した所までは同じだが、ダークエルフ種の研究者であるヤナークと組んでおり、自身の目的と同じ「成長限界」の突破を超える研究に協力し、人体実験の材料にするために冒険者狩りを行っていた。ライトとの戦いでは、切り札である「巨剣 グランディウス」を使うも傷一つ付けられず敗北し、上述と同じ末路を辿る。
宝剣 グランディウス
幻想級の武具である幅広い大剣。過去に「ますたー」が使用したものであり、エルフ女王国の宝物庫に保管されていたが、上記の通り、カイトの手によって持ち出された。
能力として「グランディウス」を意思を持って振るうと「グランディウス」の剣身に似た刃が分裂する。分裂した剣身は使用者の意思によって操作できる。分裂した剣身の上に乗って、飛行することもでき、カイトはこの能力を使って孤島国からヤナークを連れて大陸に逃げ込んだ。分裂した剣身に使用者の魔力を使用せずに様々な属性の攻撃魔術をランダムで込めることができる。また、生み出せる剣身の数は「グランディウス」を手にする者の技量によって上下する仕組みになっている。
書籍版オリジナルの切り札として、分裂した剣身を本体である「グランディウス」に重ね合わせることによって5m以上もある剣身を持つ巨大な剣「巨剣 グランディウス」を生み出すことができる。この状態になると剣身が不規則に伸び縮みする特性を持ち、重ねた剣身の重量も加わるが、上述の剣身を飛行する能力も加わるため、剣速は落ちるどころか加速する。さらに剣が当たったときに剣身に込められた様々な攻撃魔術が一斉に発動する。
リーフ7世
エルフ女王国の女王。一人称は「妾」。ハーディーの母親。美しい顔立ちをしているが、典型的なエルフ種らしく、人種を見下し、「ますたー」も含めて人種を「この世に害しか与えない害虫」として嫌悪している。息子であるハーディーを溺愛している。
ハーディー
エルフ種の男性。レベル3000以上。白の騎士団の団長。さぶますたー。女王リーフ7世の息子であり、エルフ種で最強の存在。「静かなるハーディー」の異名を持つ。愛用の武具は、叙事級の武具「断罪の剣(コンビクト・ソード)」。顔立ちはエルフ種らしく整っているものの短く刈り込んだ金髪にガッチリとした体躯であり、静かな威圧感、雰囲気を持っている。茶を飲むことを好んでいる。冷静沈着な性格で戦闘では相手を分析するが、ナズナとの戦いでは見当違いな解釈をしており、最後までナズナとの実力差には気づかないままだった。典型的なエルフ種らしく人種を見下し、「ますたー」も含めて人種を「この世に害しか与えない害虫」として嫌悪すらしており、「ますたー」が生まれる前に人種を根絶すべきと考えている。
巨塔で『奈落』最強であるナズナと一騎打ちすることになる。小手調べの一撃を受けて即死になりそうであったが、エリーが塔全体に施した魔術のお陰で強制的に生き残り、重傷の段階まで抑え込まれていた。その後、回復魔術で立ち直り、奥の手を全て発動し全力を挑むもナズナの手加減した素手による一撃を喰らって敗北した。後日、人種殺害・虐殺の罪によって処刑された。
特殊技能(レアスキル)に進化した魔術「サイレント」を使用する。通常のサイレントは特定範囲において内外の音の行き来を遮断したり、特定の対象の音を無音化したりする程度だが、ハーディーのサイレントは範囲内を完全な無音にしてしまい、自身の心臓の鼓動音すら聞こえなくなる完全な静寂によって徐々に相手を発狂に追い込む効果がある。さらに隠し効果として、範囲内のハーディーが敵と認識している相手のステータスを徐々に下げるデバフ効果を持ち、その下げたステータスをストックし、任意のタイミングで自分に還元し、ステータスを上乗せできる「サイレント・リバース」がある。「サイレント・リバース」の効果は自身以外は母親でもある女王にしか知らせていない。書籍版では女王にも明かしてない奥の手中の奥の手として「隠者の剣(ハーミット)」があり、サイレントの結界を大剣サイズの刃と化し、自身以外には視認も感知も不可能な「不可視の刃」を生み出すものである。
ミカエル
眼鏡をかけたエルフ種の男性。レベル2500前後。白の騎士団の副団長。さぶますたー。王族の血を引き、サーシャの婚約者。丁寧に切り揃えた金髪に柔和な美形、それでいて鍛えられた体格をした文武両道。しかし、性格は腹黒く、上昇志向も強い。ハーディーをライバル視しており、武力で敵わないことを悟り、政治的地位と権力で彼を出し抜くために、同じくハーディーを目の敵にしているエルフ女王国の宰相と裏で手を結んでいる。サーシャとの結婚は彼女「ますたー」候補であったライトを始末した褒美として決められたものであるが、このことに本人は不満はなく、むしろハーディーを出し抜く奇貨として捉えといた。
巨塔に出撃する際にはエルフ女王国の宰相から借り受けた幻想級の盾「祝福と天罰」を所持している。巨塔の最上階にある玉座の間で、サーシャと共にライトと戦闘し、最初はライトが手加減したことも知らずに、自分たち優勢だと思い込み、ライトをこき下ろした挙句、エリーやアオユキに手を出そうとした発言に苛立ったライトが『神葬グングニール』の封印を一部解放したことによって「天使のオカリナ」と「祝福と天罰」を破壊され、圧倒的な力の差の前に敗北した。その後、長距離転移アイテムでサーシャと共に逃走を図るものの、逃走防止用にエリーによって開発された転移阻害魔術が仕掛けられたにより失敗し、『奈落』メンバーに敗北した自分以外の「白の騎士団」のメンバーの姿を見せつけられて、全滅したことを知るや否やプライドをかなぐり捨て、手のひらを返し、婚約者のサーシャを裏切り、彼女に責任を押し付け、「白の騎士団」のメンバーさえも売り出し、「ますたー」「さぶますたー」に関する情報の提供、エルフ種絶滅にさえ協力を申し出るなど自分だけ助かろうと足掻いていた。後にライトがエリーに彼の処置を任せることになるが、彼女が忠誠を誓い敬愛するライトを目の前で散々こき下ろしことに憤慨したエリーによって、拘束され両手足をへし折られ、絶大的な苦痛を伴う記憶を読む禁術による拷問を受け、読み終わった後、廃人同然になった。後日、人種殺害・虐殺の罪によって処刑された。
シャープハット
エルフ種の男性。レベル2000前後。白の騎士団の団員で射手担当。弓を使うエルフ種の中でも最高峰の腕前を持つ遠距離職。さぶますたー。愛用の武具は、秘宝級の武具「不可視のクロスボウ」。外見は、一部を結んだ長髪で、身長は180cmを超える長身。女好きで軽薄な印象を与えるがエルフ種の中でもかなり整った顔立ちであるため、その軽薄な態度も様になっている。しかし実際は人種を使い潰す典型的なエルフ種であり、選んだ人種奴隷の女性をある程度可愛がり、飽きたら狩りの獲物に見立て撃ち殺すという悪趣味を持つ。
巨塔で同じ遠距離職であるスズと一騎打ちすることになる。当初はスズが「シャープハットの実力を確かめてほしい」というライトの指示に従い、回避に専念したこともあって、彼女を追い詰めていったが、途中でスズが敬愛する主であるライトを馬鹿にする発言を行ったことにより、スズの逆鱗に触れ、形勢が逆転。激情に駆られた彼女が放った数百の弾丸を浴び、最後は自慢の顔を踏み潰されて一方的に敗北した。後日、人種殺害・虐殺の罪によって処刑された。
「不可視のクロスボウ」
秘宝級の武具。見た目は手に装着する小型のクロスボウであり、本体が不可視のため、装備者以外は見えない。装備者の魔力で矢を形成し不可視の矢を発射する。威力は込める魔力に比例し、発射後もある程度誘導が可能である。1番の特徴は速射性であり、自動的で弦を引いたり、矢を取り出して設置する必要がない。しかし、完全に扱うのが難しく、本人の高い射撃能力によって使いこなしている。通常、魔力の無駄な消費を抑えるのとクロスボウ本体の負荷を減らすために一発ごとに魔力を補充してから矢を放つようにしている。切り札として、本体への負担を無視して、速射のみ追求した連射技「サミダレ」と魔力を限界まで溜め込み、一撃を放つものがある。
ニア&キア
エルフ種の男性の双子。二人ともレベル1800前後。白の騎士団の団員で遊撃担当。さぶますたー。武器はサーベルの二刀流で飛び道具にナイフを使うこともある。どちらも身長や筋肉はそれほどではないが、顔に幼さが残っている美少年である。性格は無邪気で明るい一方で嗜虐心が非常に高く、作中では購入した人種奴隷を木に縛り付けて、的当てゲームの的にしてナイフを投げ合っていた。巨塔でメラとアイスヒートと戦闘し、通用しないことが分かるや否や逃走を図るも、アイスヒートの範囲攻撃による炎を浴びて全身黒焦げにされて敗北した。後日、人種殺害・虐殺の罪によって処刑された。
マスト
書籍版で追加されたキャラクター。エルフ種の男性。レベル2100。白の騎士団の団員。さぶますたー。実家は男爵家でエルフ女王国の宰相の寄子であるが、彼自身は宰相側に属していない。愛用の武具は、男爵家に代々伝わる秘宝級の武具「剛腕のハルバート」。見た目は顔に幼さが残る赤髪の美少年。性格は上司に自身の意見を堂々と主張する正義感が強い一方で融通が聞かない面がある。その正義感も独善的なものがあり、『人種は醜くか弱い存在であり、生きて苦しめるより絶滅するべきである』という過激かつ傲慢な思想を持つ。
巨塔でジャックと一騎打ちをすることになり、本気を出して、「剛腕のハルバード」の能力を寿命を削ってまで解放・強化して挑むものの、「鉄血鉄壁」を持つジャックの一撃で「剛腕のハルバード」ごと破壊されて敗北した。後日、人種殺害・虐殺の罪によって処刑された。
剛腕のハルバート
男爵家に代々伝わる秘宝級の武具であるハルバード。能力は「所持者の能力を大幅に底上げにする」という単純なもので、効果時間は約3分間。所持者の意思によって最大限にまで強化することもできるが、代償として寿命を削れる危険性がある。ジャックとの戦いで破壊された。
エルフ女王国宰相
本名不明。エルフ種の中年男性。エルフ女王国の宰相を務めている。神経質な性格。エルフ女王国の母権制を破壊し、男性有利な社会構造に変えようとする反女王派の急先鋒であり、敵対派閥の保守派筆頭であるハーディーを目の敵にしており、同じくハーディーを目の敵にしているミカエルと裏で手を結んで、色々と画策している。

### ダークエルフ種
ヤナーク
書籍版で追加されたキャラクター。ダークエルフ種の男性。一人称は「当方」。高身長で線が細く、金髪を長く伸ばし、右目を片眼鏡をかけており、「胡散臭い研究者」という表現にあう風貌をしている。
元々は孤島国の研究者であり、「種族による成長限界の突破」をテーマに研究をしていたが、その内容が他種またはモンスターなどの細胞を移植して人工的に成長限界を突破するというものであり、その研究テーマが禁忌扱いされると同時に身柄を拘束されて、最悪死刑にされる所を、「成長限界」に悩むカイトに連絡を取り、国から脱出した。カイトと組んでドワーフ国のダンジョンで人種の冒険者を捕えて、人種と魔物を掛け合わせた融合種を作るための実験材料にしていた。ダンジョンでゴールドとネムムに実験体を嗾けて戦闘するも実験体が倒され敗北し、カイトと同じく「ますたー」に関する情報を引き出すために奈落に転移された。カイトに責任を押し付け、命乞いをするも拒絶され、そのまま奈落の地下に連行される。その後、カイトと共々処刑された。
ユド
書籍版で追加されたキャラクター。短く切った赤髪のダークエルフ種の男性。Aランク冒険者で、ダンジョン探査を専門にした冒険者パーティ「孤島の剣」のリーダー。レベル2000程度。ダークエルフ種で最強の一人の冒険者。胸当てとブーツ、複数のピアスやネックレスを身につけており、これらは全てマジックアイテムである。世界中のダンジョンや遺跡などを巡って、多数のマジックアイテムを収集しており、「マジックコレクター」と呼ばれているが、本人は「マジックアイテム頼りの二流」、「マジックアイテムが無ければ弱いと言われているようだ」としてその呼び名を嫌っている。
人種を見下す生粋の「ダークエルフ至上主義者」であり、自身の目的のためなら人種の誘拐や虐殺を躊躇いなく行う。
故人である彼の両親は元冒険者で、「孤島の槍」という当時は名の知れたパーティーを組んでいたが、ある事件でハーディー率いる「白の騎士団」に惨敗したことをきっかけに解散した。ユド本人も冒険者として成長し、両親の願いを汲み「白の騎士団」の打倒を目標にするようになった。その後、才能のあるメンバーを集め、「孤島の剣」というパーティーを立ち上げ、高性能なマジックアイテムを探すようになる。
ダンジョン化したシオンの研究所の捜索隊に参加した冒険者としてライトと出会う。当初はあくまで依頼を受けて捜索に参加しただけの体を装っていたが、ダンジョン内でシオンとギフト持ちの人種をさらって実験材料として提供する個人的関係を持っていた事を暴露し、手下のエイラ・ライエと共にライトと戦闘になる。当然太刀打ちできず、奥の手の即死効果のある幻想級の武具「バロークの眼」を使うも「バロークの眼」の即死効果がレベル3000以下の相手にしか効果がなかったため、通用せず、そのまま敗北し、奈落に連行された。後日、人種の誘拐・殺害の罪で処刑された。
さらに、ライトに敗北し捕らえられた事で他国へのスパイ行為を行っていた事も明るみになった。他国へのスパイ行為自体はどの国もしていることだが明るみになったのはユドの件だけであり、これがダークエルフ種への脅迫材料として使われる事になる。
エイラ
ダークエルフ種の女性。ライエの姉。レベル1000程度。書籍版で追加されたキャラ。華々しい美人であり、左目を髪で隠し、右側の耳元に薔薇の造花を刺し、肩にストールをかけ、赤と黒を基調としたドレスを着用している。身につけている薔薇の造花、ストール、ドレスは彼女の戦力を底上げするための全てマジックアイテムであり、薔薇の造花は後述の麻痺毒を強化する力を持ち、マジックアイテムのストールは鋼鉄以上の頑丈さと切断力を持つ。
ユドの仲間であり、「孤島の剣」のパーティに所属している。ユドに恋心を抱いており、妹のライエとはユドと巡って争っていることもあって仲が悪い。
戦闘では、ダンスを踊るように体術とストールを組み合わた攻撃を行う。しかし、それは敵対者の意識を逸らすための囮であり、本命はマジックアイテムのドレスから撒き散らされる麻痺毒で相手を痺れさせることである。
ダンジョン化したシオンの研究所でネムムと戦闘、麻痺させようするが一切通じず、逆にネムムが生成した毒に侵され、獣じみた悲鳴を上げながら、敗北した。後日、ユドと共に人種の誘拐・殺害の罪で処刑された。
薔薇毒のドレス
エイラが着用しているマジックアイテムのドレス。ドレスを身につけている装備者の魔力を注ぐと、相手を麻痺させる薔薇のような香りがする毒を撒き散らす。
ライエ
ダークエルフ種の女性。エイラの妹。身長は低く、体つきも女性としての育ちが薄いが、人形のように整った顔立ちをした美少女。レベル1000程度。書籍版で追加されたキャラ。武器はマジックアイテムの巨大な斧である「狂乱の大斧」。巨大な斧を楽々と振り回すほどの膂力を持ち、戦闘では、巨大な斧を振り回す戦うスタイルであり、単純な戦闘センスはエイラ以上である。
ユドの仲間であり、姉と共に「孤島の剣」のパーティに所属している。ユドに恋心を抱いており、姉のエイラとはユドと巡って争っていることもあって仲が悪い。　
ダンジョン化したシオンの研究所でゴールドと戦闘、「狂乱の大斧」の能力を解放するが、暴走したことが災いし敗北。後日、ユドと共に人種の誘拐・殺害の罪で処刑された。
狂乱の大斧(フレンジアックス)
遺物級の巨大な斧。力を解放すると、使用者の意識を奪い狂乱状態に陥る。代わりにレベル以外の全ての能力値を2倍にする能力を持つ。使用者が敵と認識した相手を殺すまで暴走し続ける。欠点として、上述の暴走に加え、重量が重い。
ギギス
書籍版で追加されたキャラ。ダークエルフ種の男性で背中まで伸ばした長髪を首元で縛り、顎髭を生やしている。細身でありながら筋肉質な体をした偉丈夫。ダークエルフ種伝統衣装に身を包んでいる。ダークエルフ孤島国の東の士族の代表。
ディネ
書籍版で追加されたキャラ。ダークエルフ種の老婆。ダークエルフ孤島国の北の士族の代表。かなりの守銭奴。
マドネ
書籍版で追加されたキャラ。ギョロ目のダークエルフ種の男性。ダークエルフ孤島国の西の士族の代表。研究熱心な人物。
ティコ
書籍版で追加されたキャラ。ダークエルフ種の男性。ダークエルフ孤島国の南の士族の代表。キギスと同じくらいの偉丈夫。言葉遣いは丁寧だが、「ダークエルフ絶対主義者」にして大のエルフ種嫌いでもある。
これら4氏族の代表は「巨塔の魔女」にユドのスパイ行為の証拠を握られたことで緊急対策会議を開き、交渉に訪れた「巨塔の魔女」であるエリーの暗殺を企てるが、全く敵わずに『暗部』の暗殺者共々情報を抜かれた上で巨塔の魔女を暗殺を企てたことと自身の利益のために数多くの人種を殺害してきたことによって全員処刑された。その後、「巨塔の魔女」に従う穏健派が氏族の長に替わることになった。

### ドワーフ種
ダガン
ドワーフ王国の王。ドワーフ種らしく、禿頭に豊かな髭が生え、背は低いが体つきは筋肉質で貧弱な印象は一切ない。建国当時から続くマジックアイテム開発、研究を生業にする一族出身であり、彼自身も職人としての腕もよく、マジックアイテムの開発に血道を上げており、マジックアイテム研究者としてもドワーフ種で知らぬ者はいないほどの著名人。その熱意は凄まじく、幻想級のマジックアイテムを目にしただけで、目の色を変えて興奮するほどである。

### 獣人種
レバド
武道派で通る獣人タイガ種の代表。黒豹の姿をした中年男性で、強面で右目から額にかけて深い傷跡がある。元冒険者でB級にまで昇り詰めた過去を持つ。好戦的かつ残虐な性格であり、配下たちと共に人種奴隷を狩りの獲物に見立てて殺すという悪趣味を持つ。
ガム
武闘派で通る獣人ウルフ種の代表。垂れた耳をした犬の姿をした男性で、暴力性と獣人種には珍しい知性的な雰囲気を合わせ持つ。元B級冒険者。レバドに負けず劣らずの好戦的かつ残虐な性格であり、癇癪で人種奴隷を蹴り殺している。一方で用心深い一面がある。
イゴル
獣人翼人種の代表。禿頭の人種のような顔立ちした男性で両腕が鳥の翼になっている。利益を優先する利己的な守銭奴。
オゾ
獣人クマ種の代表。二足歩行の熊の姿をした男性で体格の良く、身長は2mを超える。喫煙率者。一人称は「オイ」。慎重かつ良識的な一面を持つ。
ベニ
獣人ウシ種の代表。牛の角の生やした人種の外見をした女性で、代表の中では紅一点。

### 鬼人種
ヨツハ
「鬼島国」の頂点にして代表である当代の「姫巫女」。端正な顔立ちをした美少女。髪型は背中まで伸ばした銀髪をツーサイドアップで縛っている。服装は巫女服でその上に千早を羽織っている。
アヤメ
ヨツハの妹。9歳の少女。一人称は「ウチ」。
ウタマロ
上浄家の現長。外見年齢50代ぐらいの初老男性で、黒く長い帽子と裾の長い白い上着、裾が膨らんだズボンを身につけ、顔に白化粧、歯にはお歯黒で塗られているという奇抜な容貌をしている。一人称は「マロ」。
高慢な性格をした小物で大陸の他種同様に人種を「劣等種」と見下している。
ミツヒコ
下柱家の現長。前代の長の一人息子であり、父親である前長が急死したこともあって歴代最少で長の座についた。
オッドアイの瞳を持つ美形の青年。一人称は「私」。狩衣に袖を通した衣装で、性格は温厚かつ冷静沈着、頭が切れる才人で武芸の心得もあるなど、欠点らしい欠点がない人物として、姫巫女のヨツハ、上浄家や部下からの信頼に加え周囲からの支持も厚いというカリスマ性も併せ持つ。しかし、その本性は残忍かつ狡猾な性格の持ち主であり、焦りや怒りが露わになると、態度が豹変し、一人称も「俺」に変わる。
自分たち下柱家を下に扱う上浄家を目障りに思っており、表向きは上浄家に従ってるフリをしているが、内心では「鬼神」を完全にコントロール下において、目の上のたんこぶである上浄家を潰し、竜人種、魔人種、エルフ種、ダークエルフ種はもとより「ますたー」さえも「鬼神」の生贄にして、自分たち下柱家で大陸全土を支配することを目論んでいる。
ソウゲン
ウタマロの護衛を務める強面で屈強な男性。左目を眼帯で覆っている。レベルは約1500。ネムムや妖精メイドに対し、劣情を抱く下衆な性格で人種を大陸の他種同様に人種を「劣等種」と見下している。また、好戦的な一面も持つ。

### 魔人種
ヴォロス
魔人国第一王子。胸の開いた豪華な貴族服に袖を通した服装をしている。病気で床に臥した国王に代わって国家運営をしている。
自己中心的かつプライドの高い性格。魔人種の悲願である「竜人種を超える種族になること」に執着しており、その悲願を自分の代で叶えることを目標にしている。

### ケンタウロス種
ホー族族長
サントルとフィネアの祖父。本名不明。ダンジョン派であるホー族の族長にしてケンタウロス種のトップ。髭を生やした老人であるが、偉丈夫である。獣人種をライバル視し、人種を見下している。
ホー族副族長
サントルとフィネアの父親。
フィネア
サントルの異母妹。母は遊牧派の有力者の娘である。小柄で華奢な体型であるが顔立ちが非常に整った美少女。髪型はツインテールで艶のある長髪をリボンで結んでいる。
パル
フィネアの護衛兼世話係を務める女性で、フィネアとは親友の関係でもある。スー族の分家出身。ポニーテールで結んだ髪型で右目を前髪で隠している。フィネアと同い年であるが、170cmの長身で巨乳体型。口数は少なく、毒舌。

### ますたー

#### 竜人種側
ヒロ
竜人帝国の「ますたー」達の一人にして、竜人帝国の「ますたー」達のリーダー格でもある。背が高く、女性と見間違う程の端正な顔立ちをした男性で華美な衣装も合わさって王子様を連想させる雰囲気を醸し出している。竜人帝国上層部との交渉や『P・A』なる計画の進行も彼が中心となって動いている。頭脳明晰であり、ライトが生きていること、ライトと『巨塔の魔女』に何らかの関係があることに薄々感づいている。一方、非常に冷酷な性格の持ち主でもあり、目的のためならいかなる犠牲も厭わない。
戦闘力は非常に高い模様で、竜人帝国の『ますたー』の中で1~2を争う程強いとのこと。
ヒソミ
竜人帝国の「ますたー」達の一人。細身で糸目が特徴の青年。一人称は「小生」。保有している恩恵(ギフト)は『眷属作成』。
主に商人として活動しながら、『眷属作成』で生み出した分身体(カヴァーなど)を世界中に分散させて、情報収集を行っている。他の竜人帝国側の『ますたー』達が『P・A』に掛かり切りである都合上、情報収集以外の仕事も一手に引き受けている。
『眷属作成』
ヒソミが保有する恩恵(ギフト)。能力としては、複数の人種の死体をバラして組み合わせることで、彼に酷似し、独立した意思を持つ人形『フレッシュゾンビ(分身体)』を生み出せることが判明している(『分身体』は産みの親であるヒソミの忠実な僕となる)。ヒソミは既にこの『分身体』を幾多も生み出しており、それらを世界中に分散させることで情報網を広げている。また『分身体』に彼自身のレベルを分け与えるという裏技もある。
カヴァー
ヒソミによって生み出された『フレッシュゾンビ』の1体であり『疑似ますたー』。一人称は「手前」。レベルは5000。
普段はヒソミと瓜二つな姿をしているが、戦闘の際には全身の筋肉が膨張し、筋骨隆々の大男へと変貌する。またフレッシュゾンビは既に死んでいる故に呪いを受け付けないという特性を活かして全身に複数の禁忌武具を仕込んでおり、複数の呪いを共鳴させることで彼自身が幻想級の呪術武具となることもできる。欠点として肉体維持のために定期的に人種を捕食しなければならないが、カヴァーにとっては不自由を感じず、むしろ彼の嗜好ともなっている。
人種冒険者の中で高レベルの者達の死体から作られ、さらにヒソミ自身からレベルを分け与えられたことで、レベルは5000に至っている。元々『アバター計画』なるものの失敗作であり、計画が頓挫した後は諜報員として利用されていた。
巨塔について調査するべくナーノに近づき、強大な力と引き換えに呪いを纏う『禁忌武具』の製造本を売り付ける。その後は禁忌武具の材料として人種奴隷をナーノに提供しながら様子を見守り、ライトがナーノを倒したタイミングでライトを捕らえるべく姿を表す。しかし、事前にカヴァーの存在を知っていたライト達によって逆に罠に嵌められ、ライトと戦闘になるも圧倒的な力の差で返り討ちにあい、両手両足を切り落とされた上で捕縛される。その後、巨塔経由で奈落最下層へ連行された。
フェイ
ヒソミの『分身体』の１人で、秘密裏に繋がる獣人ウルフ種と竜人帝国の橋渡しを担っている。人質を利用した人種奴隷による巨塔への特効作戦を立案した張本人であり、その策と共に物理・魔術耐性に優れた『聖邪のゴーレム』と、周囲の生物の血を吸って巨大化するスライムを生み出す『双血のマガタマ』をウルフ種族長のガムに与えた。しかし、巨塔襲撃の作戦は全て失敗に終わり、その後の彼の行方は不明である。
カイザー
竜人帝国の「ますたー」達の一人。一人称は「余」。背が高く、上半身裸で作業ズボンをはき、指輪やピアスなど黄金の装飾品を多数身に付けた筋骨隆々の男性。非常に尊大な態度が目立ち、他者を基本的にあだ名で呼んでいる。
前世で1度何者かによって殺害された過去がある模様で、それ以降、自身の護衛として黒(ヘイ)が付きまとってくることに関しては少々鬱陶しく思っている。
現在は『P・A』進行の要として動いている。
黒（ヘイ）
竜人帝国の「ますたー」達の一人。一人称は「これ」。名前の通り頭から爪先まで肌を除いて黒一色で統一されており、黒髪に黒い服装、顔には黒い目隠しで覆われ、背中に黒い上着を羽織っている。武器は刃から柄まで黒い刀。
戦闘力は非常に高く、竜人帝国の『ますたー』の中でヒロと1~2を争う程強い。
ある一件からカイザーに執心しており、護衛として、常にカイザーの背後に控えている。基本的にカイザーの守護にしか興味がなく、人手を欲しているヒソミに手を貸すこともなければ、『P・A』進行のためのカイザーの作業を手伝うこともない。
ルカン
竜人帝国の「ますたー」達の一人。
身長が2mほどある巨漢で、髪の毛、眉、髭が一切なく、体を隠すようにマントを羽織っており、そのマントの下に鱗で覆われた鎧を身につけている。その外見に反して、丁寧な口調で慎重な性格である。
水のエキスパートであり、詳細不明だが、水を生み出すことが出来る恩恵を持つ。また、海中モンスターを召喚する能力も併せ持つ。
セスタ
竜人帝国の「ますたー」達の一人。
年齢は14、15歳で、身長は低く、少女と見間違うほど非常に整った外見をした美少年。
本人も自身の容姿の良さを理解しており、誰彼構わず甘える可愛らしい態度をとるが、彼の本性を知る者達からは気色悪く思われている。

#### 魔人種側
ゴウ
魔人国の「ますたー」達の一人にして、魔人国の「ますたー」達のリーダー格(纏め役)でもある。ドレッドヘアの髪型をした筋肉質な男性。一人称は「俺様」。レベルは9000越え。
ダイゴ
魔人国の「ますたー」達の一人。一人称は「己」。顔に額から頬端まである大きな×字型の刀傷がある筋肉質な男性。好戦的な性格であり、自身のレベルアップに執着しており、他のマスター達から「レベルアップ馬鹿」と称されている。自身のレベルアップのためなら女子供も殺すことも厭わない残忍かつ非情な一面もある。レベルは7000前後。武器は神話級武具で、鎖で繋がった二振りの剣である「精霊双剣」。
上述のレベルアップに執着から、かなりの頻度でダンジョンに潜っている他、沖合に出て、人種奴隷を餌に、レベルの高い海中モンスターをおびき寄せて戦うこともある。
ミキ
魔人国の「ますたー」達の一人。「ますたー」の中では紅一点。レベルは6000。恩恵(ギフト)『蜂召喚術士』を持つ。金髪のポニーテールに美少女で黄色を中心とした服装に纏い、ショートパンツと太ももまで覆ったブーツを履いている。性格はサディスティックで美女や美少女、美少年を苦しみ、絶望する姿を好む加虐趣味を持つ。
蜂に縛りがかかった能力が特化した召喚術師であり、様々な蜂のモンスターを召喚して、使役する。戦闘力は「ますたー」の中ではそれほど高くはないが、召喚した蜂モンスターの能力で催眠状態にして情報を引き出したりするなど諜報活動に長けている。
巨塔の調査についても最初は面倒だと断ろうとしていたが、ゴウから「『巨塔の魔女』はとんでもない美少女で、巨塔のメイド(妖精メイド)も美少女揃い」という話を聞いた途端、あっさり手のひらを返し調査に乗り出すことを決断した。
『蜂召喚術士』
ミキが持つ恩恵(ギフト)。蜂モンスターの召喚、召喚した蜂の能力の強化及び付与が可能となっている。
ギラ
魔人国の「ますたー」達の一人。レベルは7000。身長は150cmと女性よりも低い男性であり、目元は鋭く、口元を髑髏のマークがついたスカーフで隠し、ダボダボした衣服を着ている。冷酷かつ残虐な性格であり、生物、無機物問わず切断することを生き甲斐にして趣味とする『切り裂き魔」であり、切断することに快楽と存在意義を見出す生粋の快楽殺人鬼。魔人国の「ますたー」に属しているのも、自身の手で『C』を切ることを目的にしているためである。また、ダイゴほどでは無いが、趣味と実益を兼ねて、定期的にダンジョンに潜ったりしている。
「ますたー」の中で唯一組織を持ち、自身が設立した組織である暗殺結社「処刑人(ブロー)」のトップを務めている。しかし、ギラにとって「処刑人(ブロー)」は自身の実益と趣味で設立したものであり、気に食わなければ自身の手で「処刑人(ブロー)」を潰すことも躊躇しない。
ドク
魔人国の「ますたー」達の一人。細身だが身長が2mもあり、顔を仮面(ペストマスク)で隠し、夥しい返り血がついた白衣を着た男性。他種よりも脆弱な人種の存在を心から深く嘆いており、『C』に「人種を他種に負けないぐらい強くして欲しい」と願っている。一見、人種のことを真剣に想っているように見えるが、実際は「人種の未来を切り開くため」と称し、医術の心得も無しに人種を強い種に作り替えるために人体実験を行なっており、その実験内容は人種を冒涜しているようにしか見えない凄惨極まるものであり、サディストのミキィや殺人鬼のギラでさえも顔を顰める程である。

### その他
ソウルドラゴン
書籍版で追加されたキャラ。異世界のモンスター。レベルは無い。約1億もの魂からなる群体で、見た目は半透明の物質で構成されたドラゴンで、15mを超える大きさである。一人称は「ワレラ」で、相手に対して「一なる者」という二人称で呼ぶ。「魂を司る絶対の支配者」を自称し、「剥奪咆哮(ディプリヴェイション・ロアー)」と呼ばれる特殊な咆哮によって他者の魂を奪い収集することができる。また生きたまま対象を取り込み、肉体や脳の情報を取得する特性を持ち、その特性を用いて、取り込んだ対象に自信の持つ情報を与えることができる。他にも相手の魂の揺れ具合を察知して言葉の真偽を判断することもできる。
シオンが実験中に偶発的な事故により異世界につながったことで招かれ、その場にいた(シオンを除く)研究員達や人種奴隷の魂を捕食して殺害した。そして、研究員を殺害したにも関わらず、自身に対して、怒りや悲しみ、恐怖を一切見せず、逆に自身が研究していた「魂」というものを可視化し直接干渉する自身の力に魅了したシオンが研究の協力を願い出たことに困惑しつつも、自分が満足するまで魂を寄越すことを対価に彼女の研究に協力を行った。その後、ダンジョンと化した研究所に乗り込んできたライト達と戦闘になり、ライトの無限ガチャならではの浄化カードの物量作戦によって自身を構築していたほとんどの魂が浄化され、かろうじて残った本体の魂も封印を一部解除した『神葬グングニール』によって、命乞いをするも拒絶され、そのまま醜い断末魔をあげて完全に消滅した。

## 用語
種族の集い
人種、獣人種、竜人種、エルフ種、ドワーフ種、魔人種の6種族（書籍版ではダークエルフ種、鬼人種、ケンタウロス種が追加された9種族）で構成された冒険者パーティである。レベルの上がりにくい人種は一般的に他種族から見下され、差別を受けており、その差別を払拭することを目的に各種族が集まったパーティである。
しかし、実際には裏の目的があり、破格の報酬を対価に、彼らは人種を除く国々の命令を受け「ますたー」という存在を探し、あわよくば自国に取り込むのが目的だった。ライトは「無限ガチャ」という珍しいギフトを持っていたため、ますたーの可能性があるとしてパーティに勧誘されたが、調査の結果、ますたーではない偽者と判断され、上層部の命を受けたメンバーはライトを抹殺しようとした。
ますたー
ライトが殺されかける要因となった、各国が血眼になって探す謎の存在。稀有な恩恵とズバ抜けて高い魔力適性・レベル限界を持つとされている。ますたーとは何かを知ることが物語のテーマの一つになっている。話が進むにつれて、ますたーの血を引くさぶますたーの存在や「ますたーは人種からしか産まれてこない」「ますたーを放置すると文明が加速して、ある程度を越えると世界が滅ぶ」など少しずつ情報を集めて謎に迫っていく。
その正体は『C』が連れてきた魂であり、共通して前世の記憶を持つ。所謂、転生者である。
特殊なギフトを持ち、圧倒的なレベルを保有している。
ますたーには大きく分けて２つあり、ヒロ達、竜人種に与する『C』を敵視する側とゴウ達、魔人種に与する『C』を崇拝する側が存在する。互いにスタンスが異なるため、争いになる場合もある。魔人種側のマスターは魔人国から力を貸したり、便宜を図ったりする代わりに、見返りとして必要に応じて魔人国に力を貸すという契約を交わしてる。
さぶますたー
ますたーの血を引く子孫。レベルが上がりやすくなり、種の成長限界を突破して成長する特徴がある。エルフ種は最もますたーの血を引き込んだ種族であり、ますたーの血を引くからと言って必ずしも強くなるわけではないが、時折、隔世遺伝でますたーの血が濃く出る者達が出る。それをエルフ種達はさぶますたーと呼ぶ。エルフ種最強の白の騎士団はさぶますたー達で構成される。ちなみにこの世界では、異種交配した場合、子供の外見的特徴や能力は、両親の種どちらかのまま産まれてくるため、ハーフという存在はいない。
成長限界(せいちょうげんかい)
それ以上上がらないと言われるレベルの上限値。おおよそ人種でレベル100、獣人種で200～300、ドワーフ種が500、魔人種が300～1000、エルフ種と竜人種が1000と言われている。
あくまで常識的な目安で、絶対ではない。実際、ますたーの血を引くさぶますたーと呼ばれる者達は、種の成長限界レベルを楽々突破し、どこまでも成長し続けると考えられている。尚、メイの推測によると「限界などは本当は無く、単にレベルが上がるまでの経験値が劇的に増えるラインがあるだけではないか」とのこと。
アイテムランク
この世界の武具や防具にはランクがあり、上から
- 創世級（ジェネシスクラス）
- 神話級（ミトロジークラス）
- 幻想級（ファンタズマクラス）
- 叙事級（エピッククラス）
- 秘宝級（アーティファクトクラス）
- 遺物級（レリッククラス）
- 希少級（レアクラス）
- 一般級（コモンクラス）

となっている。幻想級で国の国宝レベルであり、神話級ともなるとこの世に存在するかどうかさえ怪しいレベルとされる。創世級に至っては創世神話の神が持つ武器とされ存在しないと認識されるレベルである。
幻想級で相手の攻撃の無条件反射、天使の召喚等の人知を超えた現象を起こす力を持つものが現れ始め、神話級ともなると世界の物理法則に干渉する力を持つものさえある。
魔術
この世界の魔術は基本的に3つに分類される。上から
- 戦略級（ストラテジークラス）
- 戦術級（タクティクスクラス）
- 戦闘級（コンバットクラス）

となっている。実は、戦略級のさらに上に極限級（アルティメットクラス）というクラスが存在するが、一般には知られていない。
魔術には詠唱が必要で、魔力を込めて特定の文言を詠唱する事で効果が発揮される。ごく一部の熟練した魔術師は詠唱を短縮したり、もしくは詠唱を破棄して即座に発動させる事ができるが、一般的には魔力に優れるエルフ種などの熟練の魔術師で戦闘級の詠唱破棄が可能になる程度で、戦術級以上の詠唱破棄はどの種族の達人でも成し得ていないとされる。

### 恩恵（ギフト）
ギフト
人種にのみ10歳になると極稀に与えられる特殊能力。基本的に1つしか与えられることはない。
無限ガチャ
ライトのギフトである使用回数無限のガチャ。当初はゴミカードしかでないハズレギフトと思われていたが、魔力濃度によって排出されるカードの確率が変動するという隠れた特性があり、魔力濃度の高い奈落の最下層ではレア度の高いカードが排出されるチート級のギフトになる。ランクは頭から順番にEX（エクストラ）、SUR（スーパーウルトラレア）、UR（ウルトラレア）、SSSR（スリーエスレア）、SSR（エスエスレア）、SR（スーパーレア）、R（レア）、N（ノーマル）、E（エラー）。「解放（リリース）」と唱えることでカードの状態が解除され、顕現する。
排出されたカードはライト以外の人物でも同様の手順で使用できるが、排出されたものが意思を持つ存在であった場合、誰が「解放」したかに関係なく必ずライトを召喚主であると認識する。
一度顕現したものは、再びカードの状態に戻すことは出来ない。
「ガチャ排出のために押すボタン」はライトの傍にしか存在できないため基本的にはライトが自分で押すが、押す事自体はライト以外の他人にもできる。その際、ガチャの結果に押した人物の願望や運が影響する可能性が示唆されている。
鑑定
本人のレベルに応じて人、物などを判定することが出来る。鑑定を得た者は一生仕事に困らないと、人種の中でも上位の人気ギフト。

### 無限ガチャのカード
| レア度 | キャラクターカード                                                                                    | アイテムカード                                                | 魔術カード                                                                                         |
| ------ | --- | ------------------------------------------------------------- | -------------------------------------------------------------------------------------------------- |
| EX     | | 神葬グングニール                                              | |
| SUR    | メイ、アオユキ、エリー、ナズナ                                                                        | 宙城                                                          | |
| UR     | スズ、メラ、アイスヒート、ジャック、ゴールド、ネムム、アネリア&アルス姉弟、カオス、オルカ、フェンリル | 不老の腕輪、ウラガン、カードホルダー、2つ目の影、世界ヲ喰ラウ | |
| SSSR   | | アイテムボックス                                              | 高位呪術祓い、地獄門、業零の番人                                                                   |
| SSR    | | 道化師の仮面、祈りのミサンガ、認識阻害フードマント            | 転移、千里眼、存在隠蔽、ソーラーレイ、爆豪火炎、アイスコールド、高位解毒、亡者たちの宴、聖なる花束 |
| SR     | |                                                               | 魔力妨害、飛行、ファイアーウォール、催眠、念話、鑑定、睡眠                                         |
| R      | | プレハブ                                                      | サイレント、探知、ファイアアロー、アイスソード、サンダーアロー、ウォッシュ                         |

### 無限ガチャのアイテム
神葬（しんそう）グングニール
EXカード。創世級の槍で、ライトの愛用の武具。普段は封印によって地味な杖の姿になっている。SURのさらに上をいく最上級のレアカードであり、約3年間、無限ガチャを毎日引き続けてようやく1枚だけ出たカードである。武具ランクも最上級で、鑑定結果が文字化けしているため性能は不明だが、力が強すぎて危険なことだけは理解できたため、Lv9999のライト、メイ、エリー、アオユキの4人がかりで封絶処理を施している。多重封印を施しているため、まともに力は機能しないが、封印を25%解放しただけで幻想級のアイテムを消滅させる程の力がある。
その分使用者への負担も高く、25％解放の段階で持っているだけでLv9999のライトの防御力を貫通して持っている手を呪いで侵食してくるため、使用後には毎回「SSSR 高位呪術祓い」で浄化しなければならない。50％解放をした際は右腕が完全に侵食されてしまい、「SSSR 高位呪術祓い」を何枚使っても即時の回復は不可能な状態に陥ってしまった。
不老の腕輪
URカード。不老の効果がある。ライトが12歳の姿を維持し続けるために使用している。
道化師の仮面
SSRカード。幻影と認識妨害効果がある。ライトが地上で冒険者として活動する時に顔を隠すために使用している。
仮面の下に幻影で本来とは異なる素顔を描写する効果があり、ライトが普段から吹聴している「ひどい火傷跡がある」という仮面の理由を再現している。
ウラガン
URカード。幻想級の槍で、風の属性を込められているため所持しているとスピードがアップする。ライトが奈落で修業時代に使用していた。
2つ目の影（ダブル・シャドー）
URカード。3年間で3枚だけ排出されているカードで、使用者のコピーを作る。姿、言動、癖、記憶、ギフトすらコピーできるため、本人と見分けはつかない。1枚はライトが使用し、ライトの代わりに奈落でひたすら無限ガチャを引き続けている。ただし、ギフトだけは劣化コピーとなるため、本人がやるよりも高ランクカードの排出率が落ちる。
世界ヲ喰ラウ
URカード。書籍オリジナルのカード。世界級の大剣。強力な武器であるが、呪われた武器でもあり、レベル9000以下の者が使用した場合、問答無用で精神汚染を受けて自害しようとする危険性がある。切る対象そのものを切断する能力があり、ゾンビなど元々痛覚がない相手でも切った時の苦痛を与えることができる。また、切られた箇所は並の回復魔術では再生できない効果がある。

### 種族
人種（ヒューマン）
他種に比べて、力は弱く、魔力も低く、体も脆く、寿命も短いため、レベルが上がりにくい。他種からは「劣等種」と蔑まれ、家畜や道具、もしくは虫けら扱いされ理不尽に差別されている。一般的には、成長限界レベルは100程度と言われている。
しかし人種にのみ極稀にギフトという特殊能力が与えられたり、「ますたーは人種からしか産まれてこない」「勇者や英雄としての素質に目覚めるのは人種のみ」などと言い伝えられたりと、謎の多い種族でもある。
国家は普通の君主制で国王が統治しているが、その国家の主権は建前に過ぎないと言ってもいい程弱く、次代の国王の就任にも他の5か国の承認が無ければ認められない。
獣人種（じゅうじんしゅ）
魔力は低く、寿命も人種と変わらないが、彼らと比べて圧倒的に腕力、耐久力、速力が高い。同じレベル帯で比較すれば6種族の中で最も身体能力に優れるとされる。さらに集団戦に強く、感覚が鋭いため獲物を見つけやすいのもレベルを上げやすい要因とされる。しかし、一般的に他種からすれば、上述したように身体能力以外の能力、寿命、魔力等は低いので「人種よりも若干使える手駒」程度にしか見られていない。そのため、「ますたー」などの重要な情報も大して与えられていない。
外見は二足歩行した動物の姿をした種族。割合が少ないが、人種寄りの見た目をした獣人種も存在し、特に女性にその傾向が多い。
モンスター退治や狩りでレベル上げを行うために基本的に仲間を大切にするようにしており、仲間を裏切った場合、報復として苛烈な制裁が加えられる。
ウルフ種、タイガ種、翼人種、ウシ種、クマ種の5種族に大別され、それぞれの種族で族長を中心にした自治をしているものが寄り集まって連合国を形成している。ウルフ種、タイガ種など粗暴かつ好戦的で人種への差別意識が高い種族とそうでない種族がある。
ケンタウロス種とはライバル関係である。
竜人種（ドラゴンニュート、書籍版はドラゴニュート）
外見は二足歩行のドラゴン(龍人)のような姿をしている。
6種族(書籍版では9種族)の中で最も優れている種族とされ、腕力、魔力、耐久力、寿命の全てにおいて高水準で成長限界も高く、レベルの高い者達が多い。その一方、見た目も相まって非常に目立つため、隠密行動が非常に苦手である。
エルフ種
魔力に秀でて、寿命も長いため高レベルになりやすい。プライドが高い種である。
耳が尖って長いこと以外人種に最も外見が近く、(人種の基準で見ると)美男美女が多いため、「ますたー」の懐柔役を多く担ってきた過去があり、そのために「さぶますたー」の数も多い。しかしそれはエルフ種にとっては屈辱であるため、人種への差別意識が最も激しく、嫌悪よりも憎悪に近いものになっており、人種を「喋る家畜」と認識している。
ドワーフ種
体格は小柄ながらも筋肉質かつ頑丈で手先が器用なため強力な武器、防具を製造するのでレベルが上がりやすい。ただし、戦闘が苦手な種族であるため、基本的な戦術は武器、防具頼りになる。
職人気質の者が多く、国政よりも自身の技術の追求を優先するものが多い。そのため、国家は君主制をとってはいるが世襲制でも選挙制でもなく、古参の親方同士で押し付け合って負けた者が就いている。
同じ理由で鉱山採掘などの危険な仕事も「素人に任せていられない」として奴隷に任せないため、結果的に人種奴隷の扱いは5か国の中で最もマシである。また、職人系の仕事に就いているドワーフ種は、激しい差別をする傾向が著しく減る。
魔人種(まじん-)
腕力、魔力、耐久力も高く、寿命も長い。故にレベルの高い者達が多い。
外見は、基本的に悪魔のような角が生えて白目の部分が黒いが、個体によってツノがあったり無かったり、翼や尻尾があったり無かったり、目の数が2つか単眼もしくは多眼だったり、個体差がある。
人種に対しては「手軽な労働力」、「家畜」と差別している。
種として竜人種をライバル視しており、「竜人種を超える種族になること」を悲願にしている。
ダークエルフ種
書籍版で追加された種族。外見は褐色肌のエルフ種である。エルフ種同様に魔力に秀でていると同時にプライドが高い種である。
エルフ種をライバル視しており、彼らを種として出し抜くために魔術、薬学、冶金など技術方面の研究を盛んに行っている。また、「ますたー」に対する考え方として、エルフ種が「ますたー」の血を積極的取り込んでいるのに対し、「ますたー」を拒絶して自身を強化する真逆のスタンスを取っている。
人種への差別意識はエルフ種同様「喋る家畜」または「実験動物」という感覚で見下している。
ケンタウロス種
書籍版で追加された種族。外見は上半身は人種で、下半身は獣の2本足である。
獣人種と同様に魔力は低く、寿命も人種と変わず、腕力、耐久力、速力が獣人種と同じくらい高い。
獣人種と同様に粗暴かつ好戦的な者が多く、人種への差別意識があり、とにかく下に見ている。
獣人種をライバル視している。
鬼人種(きじん-)
書籍版で追加された種族。肉体が頑強でレベルが上がりやすい。
外見は額から2本の角が伸びていること以外は人種とそれほど大差は無い。
基本的に自身や自国である鬼人国以外興味がなく、鬼島国に住んでいる鬼人種は、基本的に積極的に大陸に出ようとしないこともあって、人種を含め他種自体に対しても根本的に興味ない。それゆえに国の上層部や大陸に頻繁に通う者、移り住み者を除いて、人種に対する差別意識がない。

### 地理・国家
シックス公国/ナイン公国
6か国共同で運営される、どの国にも属さない中立地帯。数年に一度の各国元首の会議はここで行われる。
ただし中立とは言え、運営に関する出資は竜人国が主体であるため、会議の開催などは毎回竜人種が主導を取っている。
書籍版では3種族増えて9か国共同になっているため「ナイン公国」という名前になっている。
学術都市としての一面もあり、最先端のマジックアイテムが開発されている。
国内にはナイン公国魔術師学園や女神教の総本山があり、女神教の総本山は国の北側に存在して、貧しい者達へ施しを行っているため、総本山の近くにスラムが形成されている。
他にも露天市場があり、河川舟運により様々な品物が集まっており、マジックアイテムを扱う店舗も多数存在する。

エルフ女王国(-じょおうこく)
ドワーフ王国の北側にあるエルフ種の国。首都は国土のほぼ中央から西よりに存在する。南には海があり、港街が存在する。首都の街並みは、景観を統一するためか、基本的に白い石材を用いて建物を建造している。
社会制度として「母権制」をとっている。また、男性に王位継承権はなく、女王が国を指揮している。その社会制度を快く思わず、男性に有利な社会構造に変えようとする層が存在する。
ダークエルフ孤島国
ダークエルフ種の国。大陸の南側に存在する大小の島々が100以上のある島国で、数多くのダークエルフ種が生活している
研究が盛んな国であり、国自体も研究に力を注いでおり、優秀な研究結果を出した者達には研究資金や人材の手配、場合によっては研究施設として島の提供を行うなど惜しみない支援を施している。
上述の通り、大小の島々が集まっている地理的状況から、一般的な国家と違って、明確な国家元首が存在しない。その代わりに「東西南北」と大きな4つの氏族代表者達が各自任している島を統括し、大きな問題が起きた際や年明けなどの決まった月に、4つの代表者達が集まって会議を開き、国の方針を定めるという合議制によって運営されている。
人種王国
大陸のほぼ中央に存在する人種の国家であり、その周囲を他6種の国々に囲われている状態である。
表向きは主権を持つ独立国のように見えるが、実際には、他8種の許可無く輸出入の関税を決められず、他国に望まれれば自国民の人種を格安で売り渡し、国王すら自分達で決められない「家畜国家」と呼ばれる状態である。また、内陸国家故に、塩は他国からの輸出に頼っている。
ドワーフ王国
大陸の真西にある周囲を山で囲われた山岳国家。北部に魔人国、南部にエルフ女王国、東に人種王国、西に海を挟んで鬼島国があり、魔人国とエルフ女王国は山岳に遮られており、人種王国とは隣接している。
平地は少ないが、山々で採れる鉱物や資源が多数あり、ドワーフ種の高い技術力と合わさって他国に数多くの品物を輸出している。
元々、素晴らしい品物を作り出すため、職人達が集まって作られた国家である。
国家運営は君主制をとっており、ドワーフ種の国王が担っているが、血筋によって王族が国王として擁立されているのではなく、ドワーフ王国建国に関わっている古くから続く職人の親方達が集まり、国王の仕事を押しつけ合って負けた者が国王に就かせているのが恒例になっている。一応、国家運営に携わる官僚が最低限存在し、高品質の品物を作り出せるため、国家としての体裁を整えている。
獣人連合国
西側のエルフ女王国と東側の竜人帝国の間に存在する獣人種の国。国土は縦に長く、他8種族の領土の中で最も狭い。首都は中央に存在する。
他国と比べて少々変わった運営がされており、内部では上述の大別された5種族を中心にした自治をされており、それぞれの部族の代表である族長達が首都で会議を開き、国の方針を決めている。
国土が狭く、入江が深く入り込んでいるため、農耕面積が少ないが、海に接してる面が多く、船舶の中継港として栄えている。
主要産業は身体能力に高く、五感に優れ、連携力の高い獣人種に向いている冒険者、傭兵稼業である。それ以外にも商人や船の漕ぎ手。になる傾向が強い。
鬼島国(おにじま-)
大陸から真西にある島国にして鬼人種の国である。大陸から船で約１日の距離にある。
国家運営として、国のトップは名目上「姫巫女」であるが、あくまで名目上であり、姫巫女に実権はない。実際には国家政治や軍事を担っている上浄家と姫巫女の祭事、生活を支えている下柱家の2大大名によって統治されている。
建国神話として、遠い昔、鬼島に鬼人種を喰らい続ける凶悪な「鬼神」が棲みつき、後に「姫巫女」と呼ばれる一人の少女が鬼人種と協力して鬼神を弱らせ、山に封印した。姫巫女が鬼神を監視し封印し続けるために封印場所に永住することを誓い、彼女を慕う鬼人種が集まり、鬼島国が誕生したというものである。
理由は不明であるが、国内にダンジョンが発生せず、過去文明遺跡も存在しない。商業は漁業、少しばかりの金銀銅の鉱山、独自の工芸品、絹、陶器がメインである。他に特徴がないので、他種の冒険者は滅多に寄り付かず、それ以外の他種も足を延ばすことはない。また、鬼人種自身も自分達の技術を磨くのに夢中であり、大陸に出ようとする者が少ないこともあって、かなり閉鎖的な国となっている。
ダンジョンが発生しない代わりに、高レベルの海中モンスターが出現することがある。
ケンタウロス族国
東側に山があり竜人帝国、西側の川を挟んで獣人連合国の間にある平野に存在する国家。
基本、木々が少なく、草原地帯が広がっている。降水量は少なく、土も農耕に適さない。建築様式は基本的に天幕である。
貧しい国家であり、国内にはほぼケンタウロス種しか存在せず、他種が仕事、観光で来ることもない。
首都の中心に『草原のオアシス』と呼ばれているダンジョンが存在する。このダンジョンはケンタウロス族国の外貨90%以上を稼ぐ生命線でもあり、ダンジョンに出現するモンスターから取った素材を輸出し、外貨を稼いでる。このダンジョンをサントルの一族が完全管理し、富を独占している。一方、ダンジョンの利益を得られないケンタウロス種は家畜を育て、食糧にしたり、物々交換する遊牧生活を送るしかない状況にある。その結果、国内で激しい富の偏在が起こり、ダンジョン派と遊牧派の2つの派閥に分かれ、対立し合うという内部問題を抱えている。
魔人国
大陸の真北に存在する魔人種の国。人種王国とドワーフ王国が隣接している。
ドワーフ王国、ダークエルフ孤島国に次いで国内にダンジョンが多数存在し、そこから採れるアイテム、魔石、魔物素材が輸出の目玉となっている
寒冷地のため、農作物は麦が育たず、収穫が乏しいので基本的に人種王国からの輸入に頼っており、ジャガイモなど寒冷地でも育つ作物を中心に育てている。他にも漁業が盛んであり、他国に輸出するほどの漁獲高を誇る。
首都には王城、貴族街、庶民街、スラムがあり、貴族街は一般区間と門で隔離されている。
竜人帝国
大陸の真東に存在する国。国土は広大だが海と原生林に囲まれているため、他国と違って出入口が限定されており、その地形と竜人種の秘密主義も相まって九ヶ国の中で最も情報が少ない。また、冒険者や商人を除いて国民はあまり帝国に出ようとしない傾向にある。
君主制ではあるが、竜人種が9種族の中で最も優れていると自負しているため、君主は王ではなく「皇帝」と名乗る。
ドラゴンに関する研究に関して、九ヶ国の中で最も高い技術を保有している。
国土の上半分は世界最大の原生林が存在し、その中に世界最大最強最悪ダンジョン『奈落』が存在する。

### 組織
白の騎士団
エルフ女王国に存在する騎士団の中で突出した力を持つ「最強」と言われる騎士団。騎士団員はさぶますたー達で構成されており、残りのエルフ女王国騎士団の戦力と同等かそれ以上と噂されるほどの圧倒的な実力を持つ。そのため、白の騎士団の入団はエルフ種男子の夢とされている。
入団条件はさぶますたーに目覚めることであるが、さぶますたー自体が秘匿情報であるため、一般的に公表されていない。
暗部(あんぶ)
ダークエルフ孤島国の四つの氏族代表と極一部しか知らない戦闘集団。一昔前、「孤島の槍」が団長になったばかりのハーディーが率いる「白の騎士団」に惨敗する事件をきっかけに孤島国上層部が他国に気づかれないように秘密裏に「戦闘技能に特化した人材育成」に注力したのが始まりである。
過酷な環境に送り込み、国家に対する忠誠心を植え付け、戦闘技能、才能を伸ばすと同時に表沙汰にできない予算・膨大な時間・最新技術全てを惜しみなく注ぎ込まれた。それによって戦闘能力に限り、「現代最強の冒険者」の呼び名の高いA級冒険者であるユドを超える実力を持つ。
メンバーには名前がなく、番号(ナンバー)で呼ばれている。
忘却部隊
女神教の信者達によって設立した実行部隊。女神教の地位向上と大陸全土への普及を目的に汚れ仕事を担っている。
女神教総本山に責任を及ばないことを理由に表面上、総本山とは主義主張の違いで袂を分かって以降、総本山と関わらないようにしている。
在籍する隊員達は死後に女神に罰を受ける覚悟を持つ。所属できるのは信仰心の高い信者達であり、それらをスカウトして鍛えている。他にも、人種もしくは他種の子供を引き取り、場合によっては才能のある子供を誘拐、親を暗殺して孤児にしてから引き取り、女神教の教えを刷り込んで洗脳し、戦闘技能や暗殺術を叩き込んでいる。
活動資金は表で活動している隊員達からの援助金や夜盗に扮して女神教を蔑ろにする者達から襲い、殺害し金品を得ている。

### その他
奈落
世界最大最強最悪ダンジョン。竜人種国の領地内に存在する。
ダンジョン
地下に存在する迷宮的な構造持つ空間で、そこからモンスターが発生する。
ダンジョンには種類があり、奈落のような洞窟型や外界のように青空があって草原地帯や湿地帯、雪原が広がっているもの、入り組んだ迷宮など多種多様であるが、その理由は不明である。
ダンジョンコア
ダンジョンの最奥部に必ず存在する物体。コアが存在する限りダンジョンにはモンスターが生まれ続け、「生きている」ダンジョンとされる。ダンジョンコアの機能を停止させるとモンスターの発生も止み、そのダンジョンが攻略されたことになる。ダンジョンコア自体やそれがある部屋には外敵排除などの機能は無いが、「守護モンスター」と呼ばれる強力なモンスターが守っており、守護モンスターを倒さなければダンジョンコアに触る事はできない。
「奈落」のダンジョンコアはエリーによる1年に渡る研究解析により、機能を停止させないまま転移阻害などの効果を解除することに成功している。
ヒドラ／オロチ
奈落の守護モンスター。レベル5000。
獣魔球／魔獣球
遺跡やダンジョンで稀に発見されるマジックアイテムで高レベルの魔獣が封じられている球。球を割ることで一時的に高レベルのモンスターを召喚し、支配下に置くことができる。しかしあくまで一時的で、1時間程度で消えてしまう。ただしそれでも一般冒険者よりも遥かに高レベルの戦力が手に入るため、1個で豪邸が1件建つほどの値段で取引される。
原作小説版では獣魔球と言う名前だが、書籍版では魔獣球と呼ばれる。
禁忌武具/禁忌の剣
遺跡などから稀に発掘される強力な力を持つ呪いの武具の総称であり、「禁忌の剣」や「邪神の武具」などと呼ばれたりもする。基本的に呪われているので、使用者の精神を蝕んで発狂させたり、寿命を縮めたり、生き血を求めて他者を襲うようになる危険性がある。
その危険性故に、六カ国協定(書籍版では九カ国協定)で危険物の扱いを受けており、誤って取得したり、所持者を発見した場合、すぐさま届け出たり、通報するように厳命されており、意図的に違反して所持した場合、最悪死刑すらありうる。また、禁忌武具の製造方法が書き記されている書籍である「禁忌武具製造本」を所持しているだけでも重罪になる。
一部の伝承では、登場する英雄が意志の力で呪いを抑え込んで禁忌の武具を使いこなしたという記述が登場するため、それを夢見て禁忌に手を出そうとする者がいるが、ある程度知識のある者からすればそんなことは現実的には不可能で幻想に過ぎないとされる。唯一の方法は圧倒的なレベル差で呪いそのものを抑え込んでしまうことのみ。
女神教(めがみきょう)
「女神」を信奉する宗教。宗教故に特定の政治組織の介入を嫌い、シックス公国(ナイン公国)に総本山がある。
どの種族の国にも存在が広がっているが、人種以外の種族はいずれも「自分の種族が最も優れている」と言う自尊心があるため、あまり敬われておらず、信者もあまりいない。そのため、人種の信者が最も多く、信仰の度合いも強いとされる。また、教えの下地となっているのが「女神に使命を受けた聖剣・聖槍・聖鎧・聖印の4人の勇者が魔王を討伐する」と言う最古の物語がある。伝説だが、この伝説が実際にあった出来事だとは到底思えないほど様々に脚色され世界各地で伝わっているおとぎ話レベルのものであるため、宗教そのものが各国であまり本気にされていないという面もある。
アバター計画
「ますたー」達が立てた3つの計画の内の1つで、太鼓に存在した「別の場所にいながら、人形に意識を移し、安全に活動する」ことが出来るマジックアイテムの製造するというものであった。しかし、計画は失敗に終わり、アバター計画は頓挫した。
『P・A』
竜人帝国側の「ますたー」達が立てた計画。ミキによると『C』から逃げる計画であるらしいが、詳細は不明。
鬼島流
鬼人種達が扱う独自の武術で、「格上を殺す」ための流派である。

## 既刊一覧

### 小説
- 明鏡シスイ（著）・tef（イラスト） 『信じていた仲間達にダンジョン奥地で殺されかけたがギフト『無限ガチャ』でレベル9999の仲間達を手に入れて元パーティーメンバーと世界に復讐&『ざまぁ！』します！』 ホビージャパン〈HJノベルス〉、既刊12巻（2025年4月18日現在）
  1. 2021年5月19日発売[12]、ISBN 978-4-7986-2499-0
  2. 2021年9月18日発売[13]、ISBN 978-4-7986-2587-4
  3. 2022年1月19日発売[14]、ISBN 978-4-7986-2715-1
  4. 2022年5月19日発売[15]、ISBN 978-4-7986-2840-0
  5. 2022年9月20日発売[16]、ISBN 978-4-7986-2931-5
  6. 2023年1月19日発売[17]、ISBN 978-4-7986-3053-3
  7. 2023年5月19日発売[18]、ISBN 978-4-7986-3188-2
  8. 2023年10月19日発売[19]、ISBN 978-4-7986-3314-5
  9. 2024年3月19日発売[20]、ISBN 978-4-7986-3466-1
  10. 2024年7月19日発売[21]、ISBN 978-4-7986-3589-7
  11. 2024年11月19日発売[22]、ISBN 978-4-7986-3679-5
  12. 2025年4月18日発売[23]、ISBN 978-4-7986-3815-7

### 漫画
- 大前貴史（作画）・明鏡シスイ（原作）・tef（キャラクター原案） 『信じていた仲間達にダンジョン奥地で殺されかけたがギフト『無限ガチャ』でレベル9999の仲間達を手に入れて元パーティーメンバーと世界に復讐&『ざまぁ！』します！』 講談社〈KCデラックス〉、既刊17巻（2025年8月7日現在）
  1. 2021年8月6日発売[24]、ISBN 978-4-06-524492-0
  2. 2021年11月9日発売[25]、ISBN 978-4-06-525991-7
  3. 2022年2月9日発売[26]、ISBN 978-4-06-526909-1
  4. 2022年5月9日発売[27]、ISBN 978-4-06-527848-2
  5. 2022年8月9日発売[28]、ISBN 978-4-06-528667-8
  6. 2022年11月9日発売[29]、ISBN 978-4-06-529712-4
  7. 2023年2月9日発売[30]、ISBN 978-4-06-530526-3
  8. 2023年5月9日発売[31]、ISBN 978-4-06-531556-9
  9. 2023年8月8日発売[32]、ISBN 978-4-06-532601-5
  10. 2023年11月9日発売[33]、ISBN 978-4-06-533510-9
  11. 2024年2月8日発売[34]、ISBN 978-4-06-534547-4
  12. 2024年5月9日発売[35]、ISBN 978-4-06-535540-4
  13. 2024年8月7日発売[36]、ISBN 978-4-06-536515-1
  14. 2024年11月8日発売[37]、ISBN 978-4-06-537423-8
  15. 2025年2月7日発売[38]、ISBN 978-4-06-538410-7
  16. 2025年5月9日発売[39]、ISBN 978-4-06-539456-4
  17. 2025年8月7日発売[40]、ISBN 978-4-06-540358-7

## テレビアニメ
2025年10月よりTOKYO MXほかにて放送予定。

### スタッフ
- 原作 - 明鏡シスイ[7]
- キャラクター原案 - tef[7]
- 監督 - 桜美かつし[7]
- シリーズ構成・脚本 - 大野木寛[7]
- キャラクターデザイン - 鈴木幸江[7]
- 美術監督 - 芦野由紀子（スタジオちゅーりっぷ）[8]
- 色彩設計 - 安藤智美[8]
- 撮影監督 - 福世晋吾[8]
- 編集 - 仙土真希（REAL-T）[8]
- 音響監督 - 岩浪美和[7]
- 音響効果 - 小山恭正[8]
- 音楽 - 高橋諒[7]
- 音楽制作 - ランティス[8]
- アニメーション制作 - J.C.STAFF[7]

### 放送局
| 放送期間        | 放送時間                     | 放送局    | 対象地域   | 備考                  |
| --------------- | ---------------------------- | --------- | ---------- | --------------------- |
| 2025年10月3日 - | 金曜 23:30 - 土曜 0:00       | TOKYO MX  | 東京都     |                       |
| 2025年10月4日 - | 土曜 2:23 - 2:53（金曜深夜） | 毎日放送  | 近畿広域圏 |                       |
|                 |                              | CBCテレビ | 中京広域圏 |                       |
| 2025年10月5日 - | 日曜 23:30 - 月曜 0:00       | BS11      | 日本全域   | BS放送 / 『ANIME+』枠 |

### イベント
2025年9月7日、先行上映会が新宿ピカデリーで開催予定（チケット抽選販売）。第1話～第3話の上映とメインキャストのトークショーが予定されている。